# 千と千尋の神隠し
『千と千尋の神隠し』（せんとちひろのかみかくし）は、2001年7月20日に公開されたスタジオジブリ制作の日本のアニメーション映画。原作・脚本・監督は宮崎駿。2001年（平成13年）7月20日に日本公開。興行収入は316億8,000万円で、『タイタニック』を抜いて、日本歴代興行収入第1位を記録し、第52回ベルリン国際映画祭では金熊賞を受賞した。
制作のきっかけは、宮崎駿の個人的な友人である10歳の少女を喜ばせたいというものだった。この少女は日本テレビの映画プロデューサー、奥田誠治の娘であり、主人公・千尋のモデルになった。企画当時宮崎は、信州に持っている山小屋にジブリ関係者たちの子供を集め、年に一度合宿を開いていた。宮崎はまだ10歳前後の年齢の女児に向けた映画を作ったことがなく、そのため彼女らに映画を送り届けたいと思うようになった。
宮崎の友人である映画監督ジョン・ラセターの尽力によって北米で公開され、第75回アカデミー賞ではアカデミー長編アニメ映画賞を受賞した。21年後の2024年に同じく宮崎駿監督の『君たちはどう生きるか』が長編アニメ映画賞を受賞するまで、日本の長編アニメーション作品で唯一アカデミー賞を獲得した作品であった。
史上最高の映画の1つであると考えられており、2003年以降、スティーヴン・シュナイダーの『死ぬまでに観たい映画1001本』にも掲載されている。2016年のイギリスBBC主催の投票では、世界の177人の批評家が「21世紀の偉大な映画ベスト100」の第4位に選出した。2017年にはニューヨークタイムズ選定の「21世紀最高の映画25本」で第2位に選ばれた。
2016年に行われたスタジオジブリ総選挙で1位に輝き、同年9月10日から19日の10日間、全国5か所の映画館にて再上映された。2020年6月26日より日本372の劇場で『風の谷のナウシカ』『もののけ姫』『ゲド戦記』とともに再上映され、週末観客動員数で1位となった（#再上映も参照）。2022年に舞台化。

## あらすじ
オープニング
10歳の少女荻野千尋は、両親と共に引越し先の新居へと車で向かう途中、父の思いつきで森の中の不思議なトンネルから通じる無人の町へ迷い込む。そこは八百万の神々が住む、人間が入ってはいけない世界だった。
町の怪しい雰囲気を怖がる千尋をよそに、探検気分の両親は食堂街の中で一軒だけ食べ物が並ぶ無人の飲食店を見つけ、店員が来たら代金を払えばいいと勝手に食べ物を食べ始めてしまう。両親の誘いを断って食堂街を一人で歩く千尋は、旅館のような大きな建物の前の橋に着き、橋の下を走る電車を見ていた。背後からの気配に気づいて振り返ると少年が立っており、彼は強い口調で「すぐに戻れ」と言う。
急速に日が暮れる中、両親を探すが、店では両親の服を着た大きな豚が二匹いて、食べ物を食い散らかしていた。千尋の両親は神々に出す食べ物に手をつけた為、罰として豚の姿に変えられてしまったのだ。夜になり、千尋はトンネルに戻ろうと食堂街の出口に来るが、昼は草原だった場所が大河に変わっており、船から降りてくる怪物のような者達を目にしたことでこれは悪い夢だと思い込む。悪夢が消えることを願って自分が消滅しそうになるが、先程の少年ハクに助けられる。
序盤
ハクは、八百万の神々が客として集う「油屋」という名の湯屋で働いていた。油屋の主人は、相手の名を奪って支配する恐ろしい魔女の湯婆婆で、仕事を持たない者は動物に変えられてしまうと千尋に教える。千尋は、雇ってくれるよう湯婆婆に懇願し、契約の際に名を奪われ「千」と新たに名付けられ、油屋で働くことになる。
ハクは、本当の名前を忘れると元の世界に戻れなくなると忠告する。ハクもまた名を奪われ、自分が何者であったのかを思い出せずにいたのだ。しかし、彼はなぜか千尋を知っており、自分の名前は忘れても千尋のことは覚えているのだという。一方、千尋にはハクの正体に心当たりがない。
ブタにされてしまった両親を助けるため油屋で働き始めた千尋だったが、彼女は人間であるという理由で油屋の者達から嫌われる。おまけに悪臭とひどい汚れの客の相手まで押しつけられるが、彼女の実直な働きにより、客から大量の砂金が店にもたらされると、千尋は皆に一目置かれる存在になる。千尋は世話をした礼としてその客から不思議な団子を貰う。
中盤
翌日の昼、竜の姿のハクは湯婆婆の命令により、彼女と対立している双子の姉の銭婆から、魔女の契約印を盗み飲み込む。強い魔力を持つ銭婆は、ハクに契約印の守りのまじないとヒトガタで重傷を負わせるが、彼は傷つきながらも最上階の湯婆婆の部屋に向かう。傷ついたハクを従業員部屋から見た千尋は、彼を助けようと後をおって、湯婆婆の部屋に入る。その時、千尋の背中にくっついていたヒトガタから銭婆が現れ、千尋の後を追って部屋に入ってきた湯婆婆の息子の坊をネズミに変えてしまう。その隙にハクが尾でヒトガタを叩き破ると銭婆は消える。その後、千尋がハクに不思議な団子の半分を飲み込ませ、体内の契約印と虫を吐き出させ元の姿に戻すが、ハクは衰弱しており気絶する。千尋はハクを助けたい一心で、ボイラー室の老人釜爺から電車の切符を受け取り、危険など顧みずに銭婆の所へ謝りに行く事を決意する。
終盤
その頃、客室ではカオナシという化け物が従業員を飲み込んで暴れていた。カオナシは以前客だと思い込んだ千尋に親切にされ、湯婆婆の部屋に行く途中の彼女と再会した際、砂金で千尋の気を引こうとするが、断られてしまっていた。再び彼女と対面したカオナシは、食べ物で千尋の気を引こうとするが千尋は拒否。逆に千尋は団子の残りの半分を彼に食べさせ、カオナシに飲み込まれた従業員達を吐き出させて助ける。そして千尋は、なぜかついて来た坊と、油屋から誘い出したカオナシを伴って銭婆の家を訪れる。銭婆は千尋を穏やかに受け入れ、千尋は銭婆に魔女の契約印を返しハクの行いを謝る。銭婆は千尋に旅の仲間と協力して作った紫の髪留めを贈り、カオナシは銭婆の家の手伝いに雇われる。
一方、目を覚ましたハクは、坊が銭婆の元へ行っている事を湯婆婆に伝える。ハクは坊を連れ戻す事を条件に千尋と両親を解放するよう迫った後、帰る手段のなかった千尋を竜の姿で迎えにいく。ハクは銭婆から許しを得て、千尋と共に油屋への帰路につく。その途中で、千尋は自分が幼い頃に落ちた「川」がハクの正体である事を思い出し、彼女が川の名前を告げた事でハクは本当の名前を思い出す。ハクは、落とした靴を拾おうとして溺れかけた千尋を、浅瀬に運び助けたのだった。
ラスト
翌朝、臨時休業をしている油屋に帰ったハク達。ハクが千尋と彼女の両親を解放するよう湯婆婆に要求すると、今や千尋の味方となった従業員達もハクに賛同する。味方がいなくなり怒る湯婆婆は、油屋の前に集めたブタの中から両親を言い当てろと千尋に難題を出す。千尋はブタ達を真剣に見つめると、この中に両親はいないと正解を言い当てる。湯婆婆の目論見は外れ、契約書が消滅した事で千尋は晴れて自由の身となり、従業員達に祝福されながら油屋を去る。
エピローグ
昼になり、異世界と人間界の境界のトンネルに帰るため食堂街の出口に着くと、夜は大河に変わっていた所が草原に戻っていた。見送るために一緒に来たハクは千尋に、この先には一人で行く事、この先の帰り道でトンネルを出るまでは振り返ってはいけない事、湯婆婆の弟子を辞めて自分も元の世界に戻るつもりである事を伝え、再会を約束して別れる。
千尋は草原を歩き続けると、人間に戻った両親がトンネルの前で何事もなかったかのように待っていた。千尋は思わず振り返りそうになるがハクとの約束を思いだし必死に我慢して振り返らず、トンネルを抜けて人間界に戻った千尋が振り返ると、トンネルは最初に来た時とは違う姿に変わっていた。その後、再び車に乗って引越し先に向かう所で物語は幕を閉じる。

## 登場人物

### 主要人物
荻野 千尋（おぎの ちひろ） / 千（せん）
声 - 柊瑠美
本作の主人公である10歳の少女。荻野家の一人娘。すぐいじけて我儘を言ったり両親に頼ろうとする、典型的な都会育ちの一人っ子、現代っ子気質。悪く言えば怖がりだが良く言えば慎重で、家族の中で唯一入る前から異界を怪しんでいた。焦げ茶色の髪をポニーテールにしている。私服は白色に黄緑色のラインが入った半袖Tシャツに桃色の半ズボン。靴下は白、靴は黄色。一人称は「私」。二人称は「あなた」である。千尋やリンを含む湯屋の下働きの少女達の制服は、上下共に桃色の水干、裸足、何も被らない（水干の上着が桃色とは違う色の少女や水干の袴が桃色とは違う色の少女もいる） 。ちなみに大人の従業員のナメクジ女の制服は2つあり、1つは烏帽子を被り、白い着物の上に赤い袴、白い足袋に草履（赤い袴に桃色とは違う色の水干の上着の女性や袴が赤とは違う色の女性もいる）。もう1つは何も被らず、色や柄のついた着物、裸足に草履。千尋やリンを含む従業員の多くが、掃除や調理の時などにたすきをつける。
両親と共に新しい町へ引っ越してきた日に異界へと迷い込んでしまう。彼女の体が消えかけた時、ハクが丸薬を食べさせ元に戻してくれた。神への料理を勝手に口にした罰を受けブタにされてしまった両親を人間に戻し、元の世界に帰る為に湯屋「油屋」の経営者である湯婆婆と契約を交わした事で名前を奪われ、「千」と名づけられ下働きをし始める。
唯一事情を知った上で、味方をしてくれるハクが差し出した「千尋の元気が出るようにまじないをかけて作った」おにぎり（具のない塩むすび）を食べ、ずっと自分を心配してくれていたハクの優しさと思いやりに触れた事で、大粒の涙を流し感情を露わにする。また、ハクが保管してくれていた私服の中に、引っ越しの際に友人から贈られたメッセージカードを見つけ、自身の名前を忘れかけていた事に気づいた。
初めは礼儀知らずで仕事の手際も悪かったが、湯屋での経験を通じて適応力や忍耐力を発揮していき、釜爺やリンとも交流を深める。リンによると、兄役から「リンと千、今日から大湯番だ。上役の命令だ」と言われ、二人がさせられた大湯番は本当はカエル男の仕事であり、大湯は汚れた客専門の風呂。大湯はカエル男達の千尋への嫌がらせで、風呂釜の中も周りも全く掃除されていなかった。だが釜は後でためた薬湯のおかげで綺麗になった。釜の中を掃除中の千尋にカオナシが渡そうとして、彼女が断り、彼が姿を消す時に落とした大量の薬湯の札の中の一枚を、オクサレ様が風呂に入った後千尋が使い、足し湯ができたので、カオナシと廊下で再会した時に「あの時はありがとうございます」と言った。
オクサレ様を接客した際には、余りの悪臭に鼻を両手で塞いでしまい湯婆婆に叱られたり、ヘドロ塗れの料金を (ロマンアルバムでは小判、絵コンテでは小判と穴あき銭と記述) 、受け取ると悲鳴を上げて身震いしていた。しかし彼の体にトゲのような物が刺さっており苦しんでいる事を確認すると、従業員達と協力して体から大量のごみを引っ張り出し元の河の神の姿に戻す。河の神を送り出した後、ごみに混じって砂金が発見された為湯屋に大きな儲けをもたらし、湯婆婆からよくやったと抱き締められる。この一件から、最初は人間である事から彼女を嫌っていた従業員達からも認められ周囲になじみ始める。
物語終盤ではカオナシにニガダンゴを食べさせ、飲み込まれた従業員達を助け、魔法で傷ついたハクをダンゴで救い、銭婆とも和解させ、過保護に育てられた坊の親離れに一役買うなど活躍する。ボイラー室で重い石炭を燃える火の中に投げ入れたり、ダンゴを飲み込ませる為竜の姿のハクの口を力づくでこじ開けるなど、見かけによらずパワフルな面もある。彼女は最初、ダンゴを両親に食べさせようと思い、河の神から貰ったその日に一口味見をし、非常に苦かったのであんまんを猛烈な勢いで食べた。就寝時、大量のブタの中の両親を見分けられずダンゴを食べさせられなかったという悪夢を見た。ハクがダンゴにより吐き出した銭婆のハンコに、湯婆婆により彼の体内に入れられた虫がくっついていたが、虫が苦手な千尋が踏み潰した。千尋はその虫が、ハンコの守りのまじないだと思い込み、銭婆に踏み潰した事を謝った。
銭婆の家から戻る際に自身とハクの出会いを思い出し、川の名を呼び、ハクに本名を思い出させ、湯婆婆の支配から解放する。湯婆婆からの謎かけに見事正解した事で無事に元の世界に戻れた。見送りに来たハクとは再会を約束して別れた。湯屋を去る時、皆に「みんなありがとう」「お世話になりました」と挨拶をした。
宮崎のインタビューでは、千尋が油屋に迷い込んだ期間は3日程度としている（ただし最初に迷い込んできた日を1日目とすると、4日目で元の世界に戻れたという事になる）。
契約書に自分の名前を書くシーンでは、「荻」ではなく「获」と書いている。

ハク / ニギハヤミコハクヌシ
声 - 入野自由
油屋で働いている色白の謎の美少年。外見年齢は12歳。湯屋の男の従業員の中で彼だけが子供に見え、彼の制服の水干は上着が白、袴が青、裸足に草履、何も被らない。緑がかった黒いおかっぱ頭で、常に涼しい顔をしている。湯婆婆の弟子であり魔法使いとしては見習いだが、番頭として湯屋の帳簿を預かっている為従業員達から一目置かれている。作中で初めて千尋と会った時から人間である彼女を助けており、心の支えにもなっている。一人称は「私」。橋の上で湯屋に向かって自分のうろこを吹き飛ばし、目くらましをかけ、従業員達や客達から千尋の姿を見えなくし、人間の匂いも遮る。だがこの魔法は、千尋が橋を渡り始めた時から渡り終わるまで息をしなかった場合に効く。彼女が息をすると魔法が解け、皆に彼女の姿が見え、人間の匂いを出す（魔法が解けた時、湯屋の従業員達が「匂わぬか。人が入り込んだぞ」「人臭いぞ」と発言）。千尋に丸薬を食べさせた後、腰を抜かし立てなくなった彼女の足の上に手をかざし、「そなたの内なる風と水の名において、解き放て」という呪文をかけ、足が動くようにした。食料倉庫の裏口の戸に手をかざして開閉したり、千尋に魔法で湯屋の外階段とボイラー室を見せたりした。
釜爺によれば、千尋と同様に突然湯屋に現れ、湯婆婆の弟子になる事を懇願したという。釜爺は「魔女の弟子など、ろくな事はない」と反対したが止め切れず、湯婆婆の手足として利用されるようになった。湯婆婆により体内に虫を入れられた時から、湯婆婆が起きている夜は冷たい性格に変わり、彼女が寝ている昼は元の優しく賢い子に戻る。冷たい性格の時は、「ハク様と呼べ」と命令したりする。また釜爺によると、ハクが湯婆婆の弟子になった後 (体内に虫を入れられた後) から顔色が悪くなったという。
物語の中盤では、千尋の元気が出るようにまじないをかけて作ったおにぎりを差し出し、食べながら泣く彼女を慰めた。また、元の世界に戻る時の為に私服も保管していた。ヒトガタにより体の表面が傷つけられた時は、ニガダンゴと釜爺が飲ませてくれた薬湯により治った。
中盤以降は白竜（たてがみは緑色）の姿でも登場する (幼い千尋も竜の姿のハクに乗った模様) 。正体は、千尋が以前住んでいた家の近くを流れていた「コハク川」という川（小川）の神だった (現在は小川は埋め立てられマンションが建っている) 。本名は「ニギハヤミコハクヌシ」（英語版では Kohaku River とされている）で、名前の由来は饒速日命（ニギハヤヒノミコト） や速秋津彦（ハヤアキツヒコ）とされている。ロマンアルバムでは本性は蛇と記載。
銭婆の家から戻る際に千尋が語った思い出話により、自分の本当の名前を思い出す。千尋と再会した事で湯婆婆の支配（体内の虫）と銭婆の魔法（ハンコの守りのまじないとヒトガタ）から救われた彼は、湯婆婆の弟子を辞める事を決めた。そして元の世界に戻る千尋との別れ際、いつかまた会いに行くと約束した。

### 千尋の家族
荻野 明夫（おぎの あきお）
声 - 内藤剛志
千尋の父親。38歳。建築会社に勤めるサラリーマンで、大柄で恰幅のいい体格。作中で名前は明らかになってはいない。
愛車はアウディ・A4。
体育会系で、良くも悪くも肝の据わった性格。基本的にどんな事にも物怖じしない反面、後先考えない行動をとってしまいがちな考えの浅い一面も強く、妻の悠子に呆れられている。
引っ越しの際、余り道を確認しないまま進んでしまい不思議の町に迷い込む。千尋や悠子の制止を聞かずに面白がって進み続けた挙げ句、町の飲食店で勝手に食事に手をつけてしまい、妻と共にブタの姿に変えられてしまった。
千尋のおかげで最終的には元の姿に戻ったが、ブタになっていた時の事は覚えておらず、異界から出て愛車が落ち葉に埋もれていた際は驚いていた。
モデルは日本テレビの奥田誠治で、千尋のモデルとなった奥田千晶の父。車の運転や食事シーンに奥田の個性が反映されている。

荻野 悠子（おぎの ゆうこ）
声 - 沢口靖子
千尋の母親。35歳。夫の明夫と同様、作中で名前は明らかになってはいない。
不思議の町に迷い込んだ際、夫より先に勝手に食事をし始めてしまい、共にブタの姿に変えられてしまった。
やや自分勝手な夫に戸惑いながらも、さり気なく夫に寄り添う。娘の千尋に対しては付き添わなかったことで置いてけぼりにしようとするなどドライに振る舞う事が多いものの、彼女を心配したり気にかけたりする親らしい一面は持ち合わせている。
夫同様、最終的には元の姿に戻ったが、ブタになっていた時の事は覚えていない。
モデルはジブリ出版部に勤務する女性。
夫との食事のアフレコは、宮崎駿の用意したケンタッキーフライドチキンを実際に食べながら行われた。

### 湯婆婆とその関係者
湯婆婆（ゆばーば）
声 - 夏木マリ
湯屋「油屋」の経営者（当主）で正体不明の老魔女。目玉だけで人間の顔ほどの大きさがあるほど頭が大きく、二頭身という人間離れした体格。
欲深で口うるさく、老獪な人物。その一方で息子の坊を溺愛しており、坊に対しては普段の振る舞いからは想像がつかない猫なで声になる他、ハクの発言で坊がいなくなった事に気づいた際は、口から炎を吐くほどハクに詰め寄り激しく取り乱していた。
作中で様々な魔法を使っており、名前を奪って支配する契約や、手を触れずに対象物を動かしたり（自身を宙に浮かすことも可能）、鳥に変身して空を飛んだり、手からロープを生成したりする他、両手から魔法弾を放って攻撃するという戦闘能力も有している。
人間の世界から迷い込んできた千尋を最初こそ拒否していたが、その時隣の部屋にいた坊のお陰もあるものの、強引で諦めようとしない彼女に半ば呆れながら雇い、契約の際に名前を奪って「千」と名付ける。名前を奪う前に契約書を見て「贅沢な名だねぇ」と言った。油屋が閉まる明け方になると黒いマントに身を包み、コウモリのような姿になって湯バードと共に遠くへ飛び去っていき、油屋が開く夕方に帰って来る。弟子のハクを体内に忍び込ませた虫（ナメクジのような黒い虫（ロマンアルバムなどではタタリ虫））で操り、銭婆の持つ魔女の契約印を盗ませるなどの悪事をさせている。
悪事も辞さない横柄な性格だが、一方で経営者としての度量と心意気も持ち合わせており、河の神の汚れを落とし大量の砂金の儲けをもたらした千尋を褒め称え、腐れ神に近づく事を嫌がった従業員達に千尋を見習うようたしなめている。普段は最上階の自室に籠っており客の前に姿を見せないが、経営者として腐れ神やカオナシなどの客への対応を自ら行い、横暴な態度の客を自ら撃退しようと試みるなど、常に全てを従業員に任せっ放しという訳でもない。
銭婆の元から戻ってきた千尋に対し、「数頭いるブタの中から両親を当てられたら自由にする」という謎かけを提示し、全頭従業員が化けたダミーのブタを用意するが、千尋に正解を言い当てられた事で契約書が消滅した為、渋々負けを認め彼女を人間界へ帰す。千尋に礼を言われた際には顔を背けていたが、湯屋から去っていく姿を静かに見ていた。

銭婆（ぜにーば）
声 - 夏木マリ
湯婆婆の双子の姉で、坊の伯母。声や容姿、服装、髪型まで湯婆婆と瓜二つで、甥の坊が母である湯婆婆と間違えてしまう程。妹と同様に強い魔力を持つ魔女。
紙やカンテラなど無生物に魔力を吹き込んで使いながら「沼の底」という寂れた田舎に一人で住んでいる。本人曰く「私達は二人で一人前」だが、姉妹仲は良好とは言えず、妹からは性悪女呼ばわりされている。
口調は湯婆婆と似ており、釜爺にも「あの魔女は怖い」と評されている。
自身に害を及ぼす者は決して許さず、湯婆婆の命令で魔女の契約に用いるハンコを盗み出した竜の姿のハクに、千尋が紙の鳥と呼ぶ物（絵コンテなどには〔紙の〕人形〔ひとがた〕と表記、絵コンテには紙の依り代（よりしろ）とも表記）を差し向けて痛めつけたり、ハンコを盗んだ者は死ぬまで命を食い荒らす守りのまじないをかけるなど、評判通り恐ろしい人物であるような印象を見せたが、実際は善良かつ穏やかな気性の持ち主で、千尋に対しても世界のルール上手出しするわけにはいかないことを承知しつつ助けてやりたいという意思を示すなど、欲深で気性の荒い妹より物分かりの良い性格である。
ハクに代わって謝りに来た千尋を快く家に迎え入れ、千尋と同行していたカオナシやネズミ、ハエドリ達も同様にもてなした上で優しく接し、彼らと共に紡いだ手製の髪留めを贈る。その時「お守り」と言った。その後に迎えにやって来たハクの事も快く許し、湯屋へと見送った。また、行くあてのないカオナシを「ここにいて私の手助けをしておくれ」と引き取るなど、面倒見も良い。

坊（ぼう） / 坊ネズミ
声 - 神木隆之介
湯婆婆の息子。だが湯婆婆のことは「お母さん」や「ママ」とは呼ばず、「ばぁば」と呼ぶ。白い字で「坊」と書かれた赤い腹掛けのみ身に付けており、母親の湯婆婆よりも2周り程はある巨大な赤ちゃんで、銭婆に「太り過ぎ」と評される肥満体型。赤ちゃんとはいえその巨体に見合う重量と怪力の持ち主でもあり、怒ったり暴れて泣きわめいた際には、ドアなどが木っ端みじんに破壊され、おまけに隣の部屋にも激しい地響きが起こるほどである。非常に甘やかされて育てられている為、性格はかなり我儘でその上癇癪持ちであり、少しでも自分の気に入らない事や、思い通りにならない事があると、たちまち大声で泣きわめいて大暴れする。その為、湯婆婆は坊にとにかくお金と手間がかかって仕方がないようである。なおジブリスタッフによると、彼の体が巨大なのは、（心が）子供のまま（体が）大きくなってしまった事を、象徴しているという。

湯婆婆から「外に行くと病気になる」としつけられており、過保護のもと、湯婆婆の部屋の隣の子供部屋から長い間全く出ずに暮らしていた。物語中盤で千尋と2人きりになった際に、千尋の用事を度外視で自分と遊ぶように強要する。千尋は用事があったので逃げられてしまうが、再度千尋の元に向かい再び自分と遊ぶように強要するが、その際に銭婆と出会い、彼女の魔法によって小太りのネズミ（絵コンテには鼡〔ねずみ〕とも表記）に姿を変えられる。その後は竜の姿のハクと共に落下した千尋についていき、なし崩し的に千尋と同行するようになる。ネズミの姿の際の移動は、同じく銭婆に小さなハエドリに姿を変えられ共に行動する湯バードに運んでもらっているが、湯バードが飛び過ぎて疲れた際は、湯バードを乗せて自分で歩行していた。
途中で銭婆の魔法の効力はなくなっていた為自分の意思で元に戻れるようになっていたが、湯屋に戻って千尋と湯婆婆が対面する時までネズミの姿で行動している。ネズミの姿をしていた際に母親の湯婆婆と会っているが、この姿の間は喋ることができないようで、自分だと気づくどころか汚いものを見るような言動をしてきた湯婆婆に対し、悲しげな表情を見せた後、怒りを露わにした表情を見せている。
千尋と出会って初めて外界を冒険した事で、終盤で千尋達と共に油屋に戻った際、頑なな態度で千尋と両親を人間の世界に戻す事を拒否する湯婆婆を「ばぁばのケチ、もうやめなよ」といさめるなど、精神的にも成長した様子。物語序盤では立てない様子だったが、中盤で千尋と遊ぶように強要する際は、立って危なっかしくよろめきながら歩いた。終盤で千尋達と共に油屋に帰り元の姿に戻った際は、しっかりと一人で立っており湯婆婆を驚かせた。千尋と遊ぶように強要したが、ネズミの姿で千尋と同行することで偶然的にもそれを満たすことができたようで、千尋と別れる際は笑顔で手を振りながら彼女を見送っている。

頭（かしら）
声 - 佐藤重幸(現:戸次重幸)
湯婆婆に仕える、緑色の頭だけの怪物。3体いる。中年男性のような顔で、跳ねたり転がったりしながら移動する。
言葉は話せず、「オイ」と連続で声をあげるのみだが感情はあるようで、坊が隣の自分の部屋から出てきた際には怖がる姿を見せている。作中では銭婆の魔法によって坊の姿に変えられるが、お菓子をむさぼり食うその姿に違和感を覚えた湯婆婆によって元の姿に戻されてしまい、正体がばれた後はドアを開けて逃亡した。また坊の姿になった際は、ネズミに変えられた坊とハエドリに変えられた湯バードを叩き潰そうとしていた。常に三つ一緒に行動している。坊の遊び相手らしいが、坊の巨大な体と怪力のせいで、彼らにはいじめとしか思えない様子。劇中では「頭（かしら）」という名前は呼称されない。

湯バード（ゆバード） / ハエドリ
首から上は湯婆婆と同じ顔（ただし、顔色は黒い）、体はカラスという不気味な姿の人面鳥。常に湯婆婆に付き従っている。言葉は話せず、カラスのような鳴き声を発する。油屋の見張り鳥。
中盤、坊の巻き添えのように銭婆の魔法でハエのように小さい鳥（ハエドリ）にされ、以降は終始この姿で、坊や千尋と共に行動する。ネズミに変えられた坊を足でつかんで飛ぶ事もできる。湯婆婆がネズミにされた坊と会った際、気づかずに汚いものを見るような言動をされた事で、坊と共に信じられないと言いたげな表情を見せている。
坊とは違い、元の姿には戻りたくないようで、最後までハエドリの姿だった。
「湯バード」という名前は劇中では呼称されない。

### 油屋の従業員
従業員の大半はカエル（男衆）とナメクジ（女衆〔主に江戸時代にいた大湯女〈おおゆな〉に相当する〕）であり、ヘビ（ハク）と合わせて三すくみの関係にある。
釜爺（かまじい）
声 - 菅原文太
油屋の地下のボイラー室を取り仕切っている、ボイラー技士兼漢方医を務める黒眼鏡をかけた老人。クモのような姿で、伸縮可能な6本の腕を自在に操り、油屋で使われる湯を沸かし、薬湯の生薬を調合する仕事をしている。休憩時間中は、リンが運んできたまかないの沢庵つきの天丼を食べている。湯屋の従業員の中で、唯一彼だけが私服のままである。虫が苦手なため、ハクが吐き出したハンコにくっついていた黒い虫を千尋に追いかけさせた。
人間に対する差別意識は無く、突然ボイラー室に現れた千尋に対し厳しめの態度を取りながらも、人間である彼女がいることに騒ぐリンに「わしの孫だ」と嘘をつき庇うなど彼女を気遣い、リンには千尋を湯婆婆の所へ連れていくように頼む時に、イモリの黒焼きを渡した。その後も傷ついたハクを手当し、銭婆の所へ行こうとする千尋に帰りの便があった40年前に自分が使い残した電車の切符を渡すなど、千尋を色々とサポートする。
部下に石炭を運ぶススワタリがいる。
前述の通り仕事には厳しいが、千尋に対しては本当の孫のように優しい一面も見せる。

リン
声 - 玉井夕海
油屋で下働きをしている少女。外見年齢は14歳。一人称は「オレ」、もしくは「あたい」。二人称は「お前」あるいは「あんた」である。仕事中は腰に前掛けをつける。
口調は荒っぽいが性格はサッパリとした姉御肌。人間である千尋を初めて見た時は驚いて戸惑い、少々きつく当たっていたが、彼女の雇用が決まるとハクから半ば押しつけられる形であったとはいえ、雇用してもらえるように頑張った千尋に対し「うまくやったなぁ」と彼女を認め、湯屋の先輩として千尋に仕事を教えて面倒を見る。千尋と共に風呂釜の中を掃除中に、千尋に番台から薬湯の札を一枚持って来させ、札と風呂場の壁の仕掛けの使い方を教えた後、湯を釜に入れるための樋の先端から垂れる綱を、千尋に引かせたりした。
出自は不明で、不本意ながら湯屋で働く自分の運命を呪っており、いつか湯屋を出て海の向こうの町 (湯屋の裏の電車の行き先の町) に行くことを夢見ている。そのため、雇い主である湯婆婆に対する忠誠心や敬愛の念などは無く、湯婆婆やハクのことは呼び捨てで呼び、上司であるはずのハク・父役・兄役らに対してもタメ口で話す。
彼女の他にも人間の少女と全く変わらない外見をした下働きの少女（主に江戸時代にいた小湯女〈こゆな〉に相当する）が何人かいる。他の従業員は人間である千尋を差別的に嫌っているが、彼女にそういった差別意識は無く、千尋に対しても他の従業員と同等に接している。カオナシが見納めになる際は「千に何かしたら許さないからな」と叫んでいた。
好物はイモリの黒焼き（油屋では貴重な品で、従業員は皆イモリの黒焼きに目がない）。

父役（ちちやく）、兄役（あにやく）、番台蛙（ばんだいかえる）
声 - 上條恒彦（父役）、小野武彦（兄役）、大泉洋（番台蛙）
それぞれ油屋の従業員たちと湯婆婆の間の中間管理職的役割を担っており、父役はハク以外の従業員の中で最も地位が高く、兄役はその下という位置づけ。兄役は父役のことを「上役」と呼んでいる。
番台蛙は番台に座り、様々な薬湯の札を他の従業員に渡す役割を担っている。いずれも蛙の化身。この3人の制服は、烏帽子を被り（父役と兄役の烏帽子は黒とは違う色）、水干の上着には色がつき、父役と兄役は白い袴、白い足袋（橋の上でオクサレ様を止めようとするカエル男たちの中で、青蛙の隣の番台蛙の、上着とも白とも違う色の袴、裸足、草履がない姿が映る）。他のほとんどのカエル男の制服は、上下共に白の水干（上下共に同じ色のついた水干の男性もいる）、裸足に草履、烏帽子を被る。青蛙以外のカエル男は、人間化してジャンプ力を失っている。
それぞれ、上にはへつらい下には威張るような態度を取るキャラクターとして描かれている。下の者を見下しており、特に人間である千尋を嫌っている。兄役は、風呂を掃除中の千尋とリンに「リン、千、一番客が来ちまうぞ」と言って風呂の準備を急がせた。
父役は、千尋がカオナシのいる客室に入った直後に千尋を、心配するように湯婆婆に「千、一人で大丈夫でしょうか」と言ったが、湯婆婆から「お前が代わるかい」と言われ、カオナシが怖くて黙ってしまう場面もあった。
兄役は、カオナシが客として振る舞っていた時に幇間もしていた。彼の言葉を誤解して怒ったカオナシに、傍にいたナメクジ女と共に飲み込まれてしまうが、千尋がニガダンゴを食べさせたことで救出される。彼女がカオナシを外に誘い出してからは、父役ともども千尋に対する態度を改め、同じように救出された青蛙と共に湯婆婆から千尋を庇う姿を見せている。

青蛙（あおがえる）
声 - 我修院達也
湯屋で下働きをしている蛙。カエル男の中で彼だけがカエルそのものの姿。ジャンプ力もあり、千尋を最初に見た時などにジャンプしている。カエル男の中で彼だけは何も被らず、制服は青い着物、裸足。砂金に目がなくがめつい性格。橋を渡りきる直前に、人間の言葉を話す彼を見て、驚いた千尋が息をして魔法が解け、人間である千尋を最初に見た。橋の上でハクに魔法をかけられ、気絶させられた上に、人間である千尋を見た記憶を消された。オクサレ様が湯屋に近づいて来た時に、橋の上で他のカエル男たちと一緒に「お帰り下さい」と言った。その直後、青蛙だけがオクサレ様の臭気により気絶した。
大湯で砂金探しをしていた所、カオナシの手から出す大量の砂金（土くれ）に目がくらみ、最初に飲み込まれる。その後はカオナシが言葉を発するために声を借りられていたが、千尋がニガダンゴを食べさせたことで最後には吐き出される。彼女がカオナシを外に誘い出してからは父役、兄役と共に「千のおかげでオレたち、助かったんです」と千尋を庇う様子を見せている。

ススワタリ
イガ栗のような形をした黒い体で、その真ん中に二つの目がついている。手足が生えている。釜爺からは「チビ共」と呼ばれている。
魔法の力ですすから生まれたらしく、働いていないとすすに戻ってしまう。
釜爺の指示で石炭を抱えて運び、ボイラー室の炉に放り込むのが仕事。休憩時間の際は金平糖を食事として与えられている。千尋の服と靴を預かるなど、釜爺と共に千尋を手助けする。千尋に最初に会った時、一匹が自分の体よりも大きい石炭を運ぼうとして千尋の目の前で潰れてしまい、彼女が代わりに運んであげた。彼女が石炭を持ち上げた時、潰れた一匹は手足のない状態で復活したが、彼女の質問を無視して宙を飛び巣穴に戻ってしまった。
『となりのトトロ』にも同名の生物が登場するが、こちらでは本作に登場するススワタリと異なり手足がない。

### その他

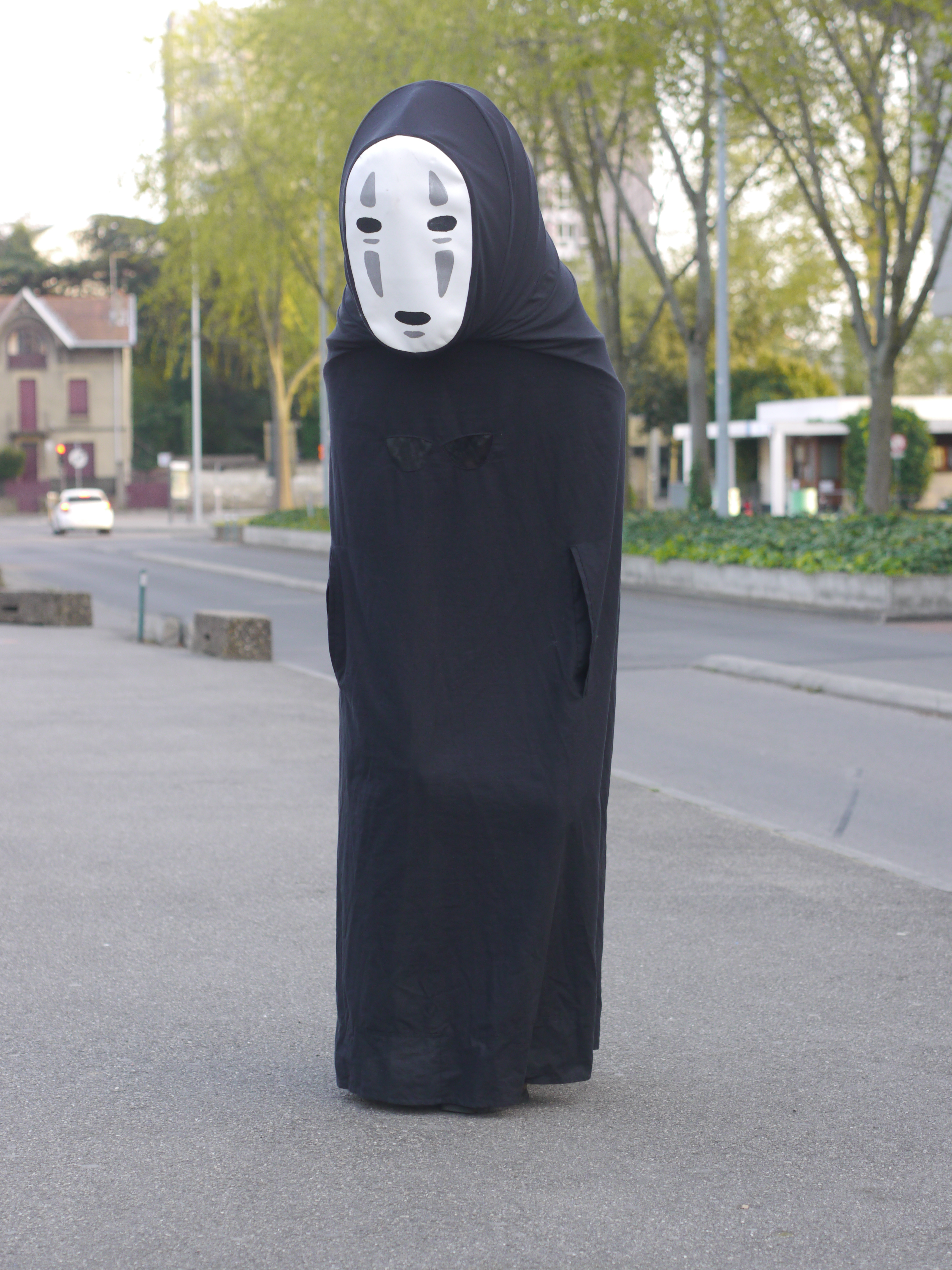
カオナシのコスプレ

カオナシ
声 - 中村彰男
黒い影のような体にお面をつけたような姿をしている。
言葉は話せず「ア」または「エ」といったか細い声を絞り出すのみ。コミュニケーションが取れない為、他人を飲み込んで声を借りる。その際はお面の下にある本物の口から話す。飲食するのもこの口からである。姿を消す力を持つ。
普段は直立歩行だが、湯屋の従業員の青蛙達を飲み込み、飲食をして巨大化した後、千尋を追う時に四つん這いで走った。後述の人物を飲み込んだ際は、焦げ茶色の短い髪が見える場面がある。
相手の欲しい物を手から出す力を持ち、それを手にした瞬間にその人を飲み込んでしまう。ただし、それらは土くれが変化した物に過ぎなかった。
橋の欄干で千尋を見かけた時から彼女を求めるようになり、喜んでもらいたい一心で番台から薬湯の札を盗み、千尋に差し出した。雨の夜に、濡れながら湯屋の庭に立っていた彼を見た千尋が客だと思い、戸を開けたままその場を離れた後、彼はその戸から湯屋に入った。
オクサレ様の一件の後、従業員達の就寝時に、青蛙が大湯で砂金探しをしていた所、砂金をエサに青蛙を丸飲みした。その翌日は砂金で他の従業員達を丸め込み、大量に料理を作らせて、風呂に入りながら暴飲暴食し巨大化した。千尋にも砂金を差し出したが断られ、兄役がやってきて説明すると誤解して怒り、兄役と傍にいたナメクジ女を飲み込んで肥大化していく。その後、千尋を客室に呼び出し再び対面し、料理を差し出すが彼女に断られ、さらにニガダンゴを食べさせられ、嘔吐すると同時に怒りで暴走し、千尋を追いかけている途中に飲み込んだ3人を全て吐き出して縮み、元の姿に戻る。戻った後は大人しくなり、千尋について銭婆の所へ行き、最後は銭婆の厚意でそのままそこで暮らす事になる。終盤までは、高い段差を上る時や千尋を追う時に2本足が見えるだけだったが、最後に銭婆の家の前で千尋達を見送る時には、常に見える2本足がついている。
英語版での名前は "No-Face"。
製作当初は重要キャラではなく、単なる「ハクと千尋が油屋に向かう際、橋の上にただ立っている存在」であったが、結果的に準主役ともいうべきキャラとなった経緯を持つ。
鈴木敏夫によって米林宏昌がモデルであるとされていたが、のちに米林本人が後づけであると否定している。

### 霊々（かみがみ）
神道における八百万神（やおよろずのかみ）で、疲れを癒そうと油屋を訪れる。八百万の名の通り、姿形・性質・性格は様々。ロマンアルバムでは、霊々（かみがみ）と表記。
おしら様（おしらさま）
声 - 安田顕
福々しく肥え太った真っ白な大根の神として描かれている。裏返した朱漆の盃のような被り物をしている。
見も知らぬ千尋と突然出会う事になったが、人間である千尋を見ても驚く事も物怖じする事もなく、付き添えなくなったリンに代わって、湯婆婆の所へ行く千尋に付き添ってくれる。その後は、扇子を持って舞踊を楽しんだり、茶色の正装姿で、帰る千尋を見送ったりしている様子が見られる。ちなみに、霊々が船から降りてくる場面や、千尋が湯屋の外階段を降りる直前に橋を渡る霊々が映る場面でも、正装姿である。2柱（ふたはしら）同時に映るシーンが作中にある。ジブリスタッフによると、この神様（名前の由来になった神様もそうらしい）は、子供が好きなので、千尋に親切にしてくれたという。

春日様（かすがさま）
1柱ではなく、続々と参集する様子が描かれており、少なくとも数十柱が訪れている。
人間のような姿をしていながら体は見えず、それでいて物に影を落とす。見えない体に紫の冠を被り、深緋の官衣を着て、見えない顔には舞楽面の一種である蔵面をつけている。蔵面は舞楽の曲目ごとに描かれる顔の図柄が異なるが、作中のものは曲目『胡徳楽』などに用いられる蔵面である。移動するのに歩いている様子はなく、空中を浮いて滑るように動く。春日様が列をなして船から降りてくる場面では、宙に浮いた蔵面と体の影が移動しているように見える。その後、陸に上がる直前に蔵面から冠と服が現れる。硫黄の上の湯に入っている。おしら様と連れ立ち、扇子を振って千尋を讃えている様子も描かれている。

牛鬼（うしおに）
大きな頭に鹿の角のような枝角を生やした、ずんぐりむっくりな体形の鬼（牛のような枝分かれしていない二本角の者や、舞楽の曲目『蘇利古』に使われる蔵面をつけ、イカのような手足の者もいる）。性格的にも造形的にも、禍々しい妖怪・牛鬼ではなく、地方祭で親しまれている牛鬼（牛鬼#祭礼の牛鬼）の様である。

オオトリ様（オオトリさま）
元は食べられてしまったり、卵のまま生まれてこられなかったひよこの神様だともいわれる。空は飛べないが、ジャンプをする場面はある。
大勢で風呂に入っている。外を歩く時、大きな葉を頭にのせている。

おなま様（おなまさま）
牛のような二本角の鬼の姿、手には包丁を持ち、蓑を羽織っているのもなまはげと変わらないが、蓑は稲藁ではなくくすんだ緑色の木の葉でできている（鹿のような枝角の者もいる）。

一言主様、のの様、あんが様（ひとことぬしさま、ののさま、あんがさま）
厨房で働く蛙男達のセリフ中に名前が登場する。一言主様に関しては、オクサレ様が来た時に逃げる霊々の中に赤い冠に「言」と書かれた神が登場している。

お台所さま（おだいどころさま）
千尋が息を止めてハクと橋を渡る際に登場。頭に大きな笠を被り、笠の縁から包丁や鍋等の台所用品をぶら下げている。

むすびさま
千尋が番台蛙に薬湯の札を貰いに来た時に登場。ピンク色の体で葉団扇を持っている。縁結びの神であり、「むすびさま」の愛称はアニメージュ誌上にて読者の一般公募で決められた。

石神様（いしがみさま）
オクサレ様が来た日に、春日様と共に蓬仙湯に予約を入れていた神。名前のみ登場する。

オクサレ様（オクサレさま）/ 河の神（かわのかみ）・河の主（かわのぬし）
声 - はやし・こば
水に溶けた流動性の高い泥が集まって巨大な一塊になったような姿をしていて、這うように移動する。動くたびに泥が体の表面を流動する。その泥は人間が河に捨てたごみと汚れをたっぷり含んだヘドロで、それゆえにすさまじい悪臭を放つ。その臭気は朝食としてリンが調達してきたご飯を、少し離れた所からでも一瞬で腐らせる程危険なもので、湯婆婆を始めとする湯屋の者は皆慌てふためきながら迎え入れる事になる。リンがまだ朝食の調達から戻っていなかったので、千尋だけが湯婆婆の命令で、彼から料金を受け取り、世話をした。これほどひどい汚れは千尋とリンが、オクサレ様が湯屋に来る直前の風呂の掃除中に、こびりついた汚れを落とそうとしてためた薬湯では落ちなかった。千尋が足し湯をしようと、薬湯の札と風呂場の壁の仕掛けを使った。その後、ヘドロに足を取られながらも釜へ進んでいき、釜の上の綱を右手で引くと同時に、釜の縁をつかんでいた左手が滑り、釜の中に転落し、底にたまっているヘドロに頭から埋まってしまう。逃れようともがく千尋の体を引き抜いて助け出してくれたのはオクサレ様であった。湯屋の者は、彼を本物のオクサレ様、つまり「腐れ神（くされがみ）」だと外見だけで決めつけていて近づかず、リンは釜爺にありったけの薬湯を出すように頼みに行っていて、千尋だけが世話をしていたので、オクサレ様の体に刺さって抜けない棘のような物に千尋だけが気づき、従業員達と協力して引き抜いた事で、長年にわたってオクサレ様の体の表面についたり、飲み込んでしまったごみや汚れが、堰を切ったように吐き出され流れ落ち、神は本来の姿を取り戻す。湯婆婆曰く、正体は「名のある河の主（河の神）」であった。その姿は、河の流れそのものであろう半透明で不定形な長い竜のような体（絵コンテでは白い蛇体、白い竜等と記載。ロマンアルバムでも白蛇の身体と記載）に、能面の「翁」の仮面の様な顔を持つ、優しそうでありながら神々しいものであった。河の神は「よきかな」と言った後、笑い声をあげながら湯屋の高所にある格式高い唐破風の大戸から飛び去っていくが、去り際には世話になった千尋に謎の団子「ニガダンゴ」を与え、湯屋には大量の砂金を残していった。

### 人間
理砂（りさ）
名前のみ登場する。千尋が引っ越す前に通っていた学校の友人。
千尋が引っ越す時、「元気でね また会おうね」と書かれたお別れのカードを、スイートピーの花束に添えてプレゼントした。ちなみにスイートピーの花言葉は「出発」。
名前を奪われて「千」になってしまった千尋が、お別れのカードに書かれていた「ちひろ」という名前を見て、自分が「千尋」である事を思い出す。

## 舞台設定

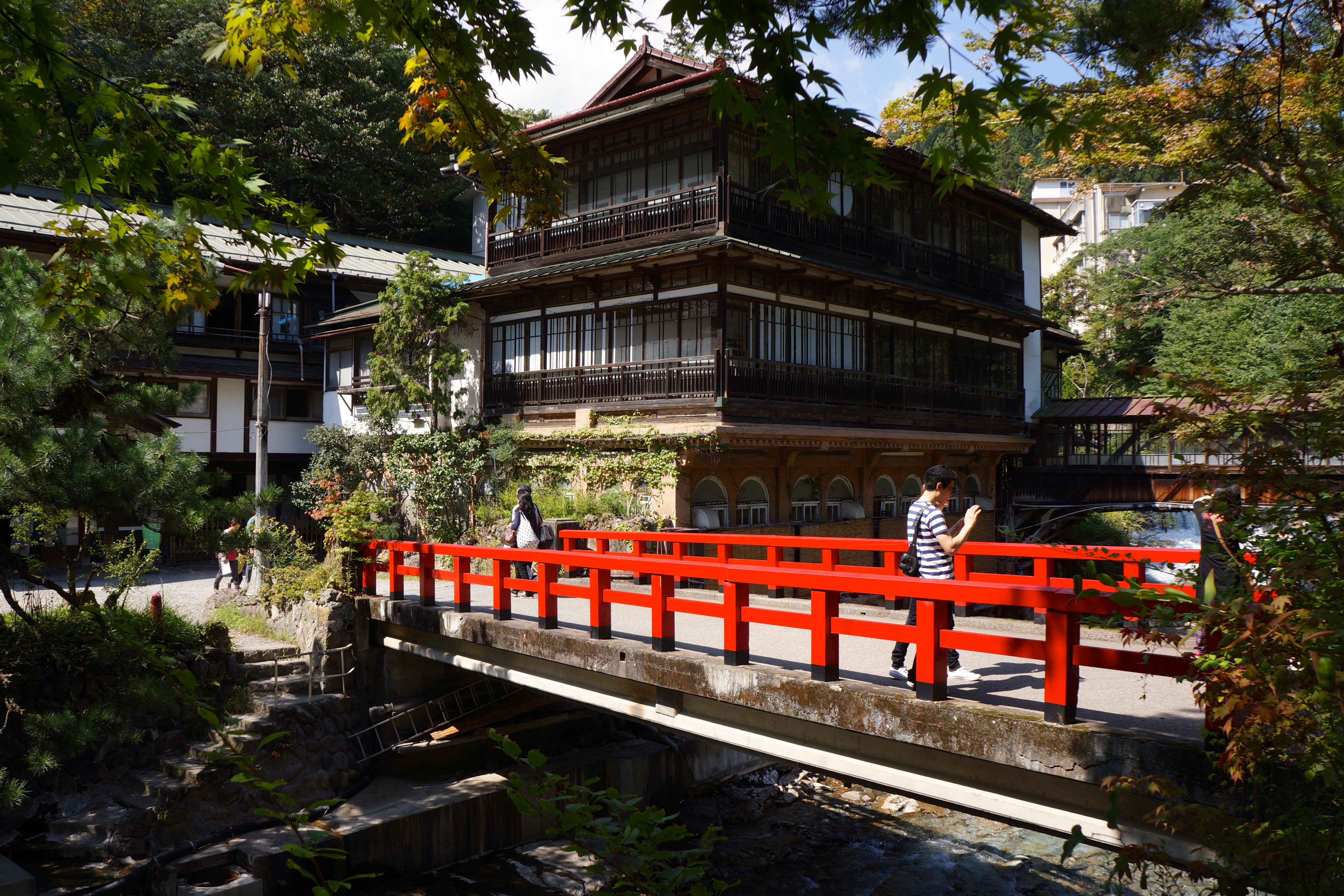
湯屋のモデルの一つとされる四万温泉「積善館」。

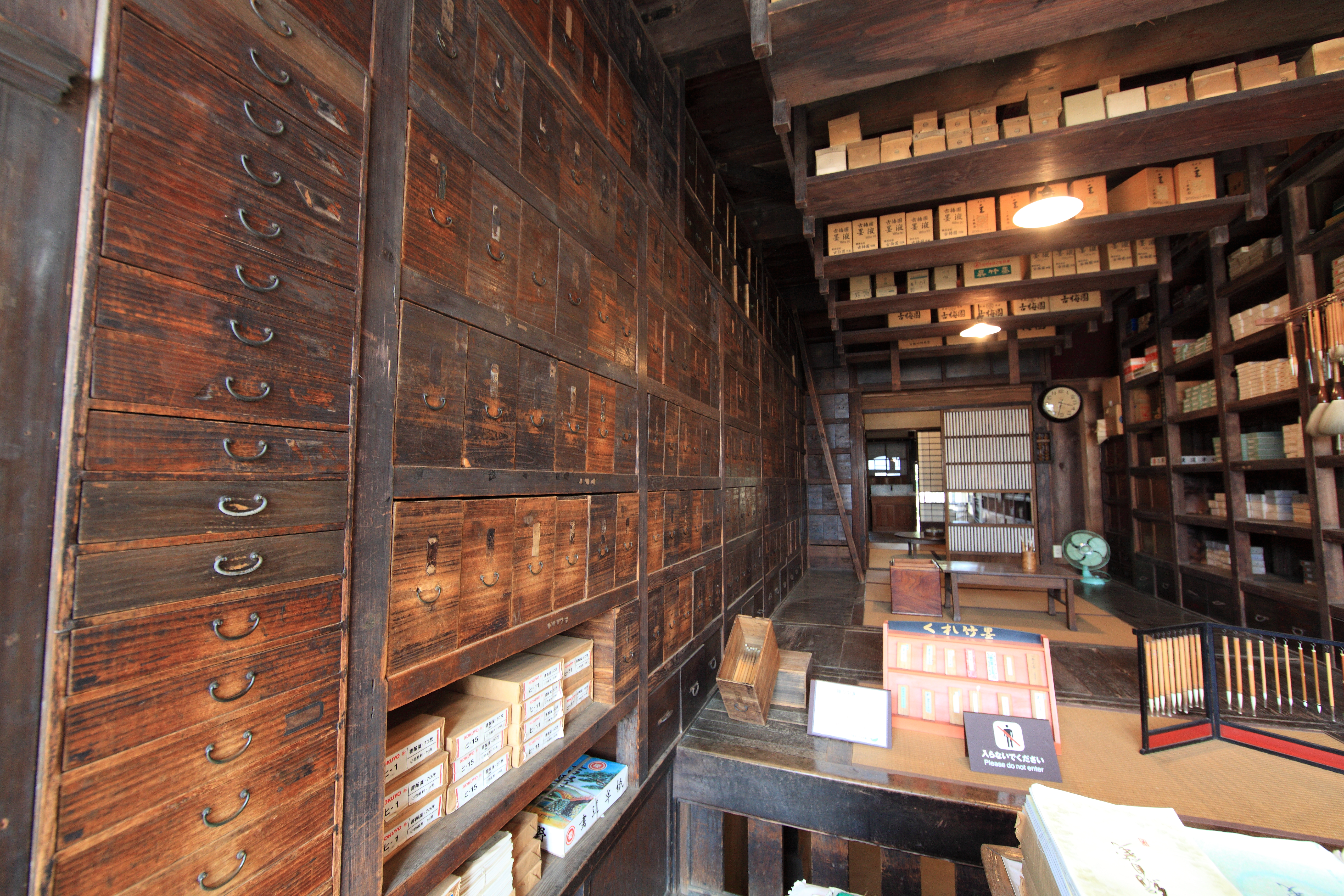
ボイラー室のモデルとされる武居三省堂の店内（東京都小金井市・江戸東京たてもの園）。

湯婆婆が経営する、八百万の神が体を休める「油屋」（あぶらや）という屋号の湯屋が舞台。油屋は一見和風建築であるが、土台部分はコンクリートであったり、ボイラーやエレベーターといった近代的な設備が備わっている。
和風に装っているのは表面部分だけであり、宮崎はこうした作りを「俗悪」と言い表す。最下層にボイラー室と機械室、その上に従業員用のスペースがあり、湯婆婆とハク、釜爺以外の従業員達はそこで寝泊りする。上階が男性従業員の部屋、下階が少女と女性従業員の部屋で、大部屋に大勢で寝る。従業員の生活空間は裏側に配置されており、神々の出入りする正面側からは見えない。油屋正面とその上階が営業スペースとなっている。中に大きな吹き抜けがあり、下には様々な種類の風呂が配置され、その上を取り囲むように宴会場や客室が配置されている。さらに、その上には湯婆婆の個人宅があり、その部分は洋風の建築様式となっている。河の神が使った大戸は空を飛べる（上級の）神用の出入り口。一階玄関はその他の客用の出入り口。
千尋達は最初に、トンネルのある時計台のような建物に迷い込む。そこから先は、廃墟が点々とする緩やかな上り坂になった草原がしばらく続く。その後川を渡ると、丘の上の食堂街に出る。時計台と食堂街を区切る川は、昼は小川であるが、夜になり神々が訪れる時間になると草原全体が大河に変わり、そこを船が行き交う。また、夜は遠く対岸にある時計台の周囲に町が現れる。異世界はあらすじ通りに日中の時間の流れ方が人間界と違って早い。また、時計台の文字盤によると異世界は夜が長い模様。その上、一晩ごとに月齢が違い、千尋が河の神の世話をした直後が満月の夜、翌日千尋が銭婆の家から湯屋に帰るのが半月の夜。食堂街を抜けると大きな灯籠のある広場に出、そこから延びる橋が湯屋の正面入り口に繋がる。食堂街の周囲には、両親の収容されている畜舎や冷凍室、花園などが配置されている（花園では季節の異なる花々が同時に咲き乱れている）。湯屋の方から見ると、畜舎は突き出た絶壁の上に建っている事が分かる。湯屋の周囲と湯屋の裏の電車の行き先は大平原になっており、雨が降ると海になる。橋の下には海原電鉄（架線は無い）が走っている。単線の一方通行で、今は行きっ放しである（釜爺によれば、昔は帰りの電車も通っていたという）。千尋が乗る駅は湯屋の裏で建物から離れた位置にある。途中には千尋が降りる「沼の底」駅があり、他に乗客の降りる沼原駅なども出てくる。

## 声の出演
英語版はピクサーのジョン・ラセターが製作総指揮を手掛け、4人の翻訳家が英語版台本を作成し、カーク・ワイズが演出を手がけた。
| キャラクター | 日本語版 | 英語版 |
| ------------ | --- | --- |
| 荻野千尋     | 柊瑠美 | デイヴィ・チェイス |
| ハク         | 入野自由 | ジェイソン・マースデン |
| 湯婆婆       | 夏木マリ | スザンヌ・プレシェット |
| 銭婆         | 夏木マリ | スザンヌ・プレシェット |
| 釜爺         | 菅原文太 | デヴィッド・オグデン・スティアーズ |
| カオナシ     | 中村彰男 | ボブ・バーゲン |
| リン         | 玉井夕海 | スーザン・イーガン |
| 坊           | 神木隆之介 | タラ・ストロング |
| 荻野明夫     | 内藤剛志 | マイケル・チクリス |
| 荻野悠子     | 沢口靖子 | ローレン・ホリー |
| 頭(かしら)   | 佐藤重幸(現:戸次重幸) | 不明 |
| 父役         | 上條恒彦 | ポール・エイディング |
| 兄役         | 小野武彦 | ジョン・ラッツェンバーガー |
| 青蛙         | 我修院達也 | ボブ・バーゲン |
| 番台蛙       | 大泉洋 | ロジャー・バンパス |
| おしら様     | 安田顕 | ジャック・エンジェル |
| 河の神       | はやし・こば | 不明 |
| 役不明       | 脇田茂 斎藤志郎 山本道子 塚本景子 得丸伸二 山像かおり 香月弥生 浅野雅博 林田一高 山本郁子 目黒未奈 石橋徹郎 椎原克知 片渕忍 鬼頭典子 鍛治直人 助川嘉隆 太刀川亞希 山谷典子 松尾勝久 木津誠之 大野容子 東幸枝 佐古真弓 添田園子 冨平晶子 増田美奈子 小野香織 山田里奈 高地美和 竹内裕美 奥真紀子 | ミッキー・マクガワン シェリー・リン ジャック・エンジェル モナ・マーシャル ボブ・バーゲン キャンディ・ミロ ロジャー・バンパス コリーン・オショーネシー ジェニファー・ダーリン フィル・プロクター ポール・エイディング ジム・ワード |

## スタッフ

### 映像制作
| 製作                         | 製作                         | 徳間康快（2000年9月20日まで） 牧田謙吾（2001年1月17日まで） 松下武義（2001年1月18日より） |
| 音楽                         | 音楽 指揮 ピアノ             | 久石譲 |
| 音楽                         | 演奏                         | 新日本フィルハーモニー交響楽団 |
| 作画監督                     | 作画監督                     | 安藤雅司、高坂希太郎、賀川愛 |
| 原画                         | 原画                         | 稲村武志、山田憲一、松瀬勝、芳尾英明、山森英司、中村勝利、小野田和由、鈴木麻紀子、松尾真理子、田村篤、米林宏昌、藤井香織、山田珠美、二木真希子、百瀬義行 山下明彦、武内宣之、古屋勝悟、倉田美鈴、山形厚史、君島繁、山川浩臣、大杉宜弘、田中雄一、金子志津枝、浜洲英喜、古川尚哉、小西賢一、大城勝、大平晋也、橋本晋治 中山久司、高野登、篠原征子、石井邦幸、山内昇寿郎 テレコム・アニメーション・フィルム 田中敦子 |
| 動画チェック                 | 動画チェック                 | 舘野仁美、鈴木まり子、斎藤昌哉、大橋実 |
| 動画                         | 動画                         | 手島晶子、中込利恵、野口美律、伊藤望、大西綾、海内努、横田匡史、佐藤雅子、笹川周子、鶴岡耕次郎、片野美桜子、今野史枝、高橋直子、小田剛生、山田伸一郎、奥村正志 島田育子、アレキサンドラ・ワエラウフ、坂野方子、大村あゆみ、北島由美子、真野鈴子 東誠子、西戸スミエ、槇田喜代子、富沢恵子、コマサ、土岐弥生、椎名律子、岩柳恵美子、藤森まや、伊藤由美子、鳥羽明子、安達晶彦、松下敦子、梅林由加里、太田久美子、矢地久子 宮田知子、大塚美穂 山浦由加里、近藤梨恵、辻仁子、岩上由武、谷平久美子、西河広美、大橋雅央、中島弘晶、矢野守彦、藤谷尚子、中本和樹、中野洋平、中里舞、寺田久美子、岡本恭子、小川令人 佐伯忍、山田里子、堀元宣、大曲健克、藤木秀人、石井邦俊、阿部真一、大久保千夏、関暁子、井下信重、見陰智史、平井久美、細萱明良、牧野大介、藤井栄美子、渋谷勤 服部聡志、斉藤佐保、山田知香子、小松崎純子、榎本花子、田中春香、松林唯人、渡辺秀雄、柴田由香、錦織敦史、丸山友、村田康人、中島由喜、小松田大全、酒井怜子、塩谷直義 山下宗幸、森崇、植田和幸、猪股雅美、藤あや子、平川梨絵、杉山了蔵、位下ゆかり、寺田真佐子、後藤奈津子、山本理恵 D.R DIGITAL 趙鉉美 宋賢珠 金恩寧 徐金淑 安美京 張哲豪 權卜徑 金知恩 全賢珠 許英美 尹美卿 李惠姓 李美玉 片恩美 崔熙恩 鄭炫守 成知英 鄭晟姬 朴昭花 俆眞赫 邊恩順 邊惠順 李守相 金貞姬 朴支賢 朴淑和 朴英淑 |
| 動画協力                     | 動画協力                     | アニメトロトロ、オープロダクション、スタジオコクピット、スタジオたくらんけ、グループどんぐり、中村プロダクション、GAINAX、動画工房、スタジオ九魔 Production I.G、スタジオムサシ、スタジオ・ブーメラン、スタジオディーン、スタジオ雲雀、ラジカル・パーティー、キリュウ、夢弦館、AIC SHAFT、LIBERTY SHIP、MADHOUSE |
| 美術監督                     | 美術監督                     | 武重洋二 |
| 美術監督補佐                 | 美術監督補佐                 | 吉田昇 |
| 背景                         | 背景                         | 男鹿和雄、平原さやか、福留嘉一、田中直哉、春日井直美、伊奈涼子、長田昌子、石原智恵、矢野きくよ、糸川敬子、増山修、斎藤久恵、菊地正典、長縄恭子、佐々木洋明、山本二三 スタジオ風雅 永井一男 小倉工房 小倉宏昌、久保田正宏 |
| 色彩設計                     | 色彩設計                     | 保田道世 |
| 色指定                       | 色指定                       | 山田和子、野村雪絵 |
| 仕上検査                     | 仕上検査                     | 守屋加奈子、織田富美子、石井裕章 |
| デジタルペイント             | デジタルペイント             | 森奈緒美、井関真代、杉野亮、大山章博、鵜飼由美子、岡田理恵、柴山智隆 高橋プロダクション/T2Studio 高橋加奈子、那須亜紀子、南城久美、横山由妃、斉藤美智子、清水亜紀子、大蔵芙美乃、飯島弘志 D.R DIGITAL 咸善基 JEM 金炳烈 金泰鍾 李恩暻 李道熙 金美仙 韓今伊 許李慶 安明會 崔順花 朴那珹 金明淑 金明善 尹恵燁 金珍旭 |
| デジタル作画監督             | デジタル作画監督             | 片塰満則 |
| デジタル作画                 | デジタル作画                 | 泉津井陽一、軽部優、佐藤美樹、山田裕城、刀根有史 |
| CGエンジニア                 | CGエンジニア                 | 井上雅史 |
| システム・マネージメント     | システム・マネージメント     | 北川内紀幸 |
| 映像演出                     | 映像演出                     | 奥井敦 |
| デジタル撮影                 | デジタル撮影                 | 藪田順二、高橋わたる、田村淳 |
| 録音演出                     | 録音演出                     | 林和弘 |
| 整音                         | 整音                         | 井上秀司 |
| 音響効果制作                 | 音響効果制作                 | サウンドリング、アニメサウンドプロダクション |
| 音響効果                     | 音響効果                     | 伊藤道廣、野口透 |
| 音響効果助手                 | 音響効果助手                 | 村上大輔、古宮理恵 |
| 音響効果協力                 | 音響効果協力                 | 森川永子、上田文子、宮澤麻由加、成田一明、阿部敏昭 |
| キャスティング・プロデュース | キャスティング・プロデュース | PUG POINT 畠中基博、八木桂子、安直美 |
| 音楽制作                     | 音楽制作                     | ワンダーシティ 関島雅樹、伊藤聡一郎 スタジオジブリ 稲城和実、古城環 |
| 音楽著作権                   | 音楽著作権                   | 長井孝 |
| 音楽ミキサー                 | 音楽ミキサー                 | 大川正義 |
| オーケストラレコーディング   | オーケストラレコーディング   | 田中信一 |
| サラウンドミックス           | サラウンドミックス           | 浜田純伸 |
| アシスタントエンジニア       | アシスタントエンジニア       | 秋田裕之 |
| CD制作                       | CD制作                       | 徳間ジャパンコミュニケーションズ 岡田知子 |
| 録音スタジオ                 | 音楽収録                     | ワンダーステーション、すみだトリフォニーホール |
| 録音スタジオ                 | 効果収録                     | 東宝サウンドスタジオ |
| 録音所                       | 録音所                       | 東京テレビセンター 高木創 今泉武 佐竹徹也 |
| タイトル                     | タイトル                     | 真野薫 |
| リスマーク                   | リスマーク                   | マリンポスト |
| 編集                         | 編集                         | 瀬山武司 |
| 編集助手                     | 編集助手                     | 水田経子、内田恵、武宮むつみ |
| 編集所                       | 編集所                       | 瀬山編集室 |
| 監督助手                     | 監督助手                     | 高橋敦史、宮地昌幸 |
| 制作担当                     | 制作担当                     | 高橋望 |
| 制作デスク                   | 制作デスク                   | 神村篤、望月雄一郎、田中千義 |
| 制作進行                     | 制作進行                     | 居村健治、斎藤純也、田代英一郎、伊藤郷平、松原法史 |
| 制作事務                     | 制作事務                     | 佐々木千賀子 |
| プロデューサー補             | プロデューサー補             | 石井朋彦 |
| 制作業務担当                 | 制作業務担当                 | 野中晋輔 |
| 制作業務デスク               | 制作業務デスク               | 川端俊之、渡辺宏行 |
| 渉外                         | 渉外                         | 荒井章吉 |
| キャラクター商品開発         | キャラクター商品開発         | 今井知己、浅野宏一 井筒理枝子 |
| 出版                         | 出版                         | 田居因、筒井亮子、渋谷美音、高畑菜穂 |
| 管理担当                     | 管理担当                     | 島宮美幸 |
| 経理                         | 経理                         | 一村晃夫、伊藤久代、山本珠実 |
| 総務                         | 総務                         | 石迫太成、洞口朋紀、熱田尚美、藤津英子、駒形正吾、沼沢スエ子、渡辺ミツ |
| 協力                         | 自動車取材                   | アウディジャパン、アルパイン |
| 協力                         | 油屋取材                     | 草津温泉、ホテルヴィレッジ、清重館、阿多良窯 |
| 協力                         | 町取材                       | 鹿児島県屋久町役場 |
| 協力                         | 農場取材                     | 澤井農場、屋久町養豚家の皆さん |
| 協力                         | 入浴剤取材                   | 山口雲母工業所 |
| 海外プロモート担当           | 海外プロモート担当           | スティーブン・アルパート、森吉治予、武田美樹子、網崎直 |
| 予告篇制作                   | 予告篇制作                   | ガル・エンタープライズ 板垣恵一 |
| 現像                         | 会社                         | IMAGICA |
| 現像                         | タイミング                   | 平林弘明 |
| 現像                         | フィルム・レコーディング     | 豊谷慎吾、柴田祐男、本間政弘 |
| 現像                         | カラー・マネージメント       | 石井亜土、遠藤浩平 |
| 現像                         | ラボ・コーディネート         | 西尾洋史朗 |
| 現像                         | ラボ・マネジメント           | 川又武久 |
| DOLBY                        | フィルムコンサルタント       | 森幹生、河東努 コンチネンタル ファーイースト |
| DOLBY                        | 光学録音                     | 上田太士 |
| DOLBY                        | デジタル光学録音             | 西尾昇 |
| DTS                          | マスタリング                 | 津司紀子、相川敦 |
| アニメーション制作           | アニメーション制作           | スタジオジブリ |
| プロデューサー               | プロデューサー               | 鈴木敏夫 |
| 原作 脚本 監督               | 原作 脚本 監督               | 宮崎駿 |

### 製作委員会
| 総指揮         | 総指揮         | 徳間康快（2000年9月20日まで） 氏家齊一郎（2000年9月21日より） |
| 代表           | 代表           | 松下武義（2001年1月18日より）、氏家齊一郎（2000年9月20日まで）、成田豊、星野康二、植村伴次郎、佐々木幹夫、山本哲也 |
| 代表委員       | 代表委員       | 牧田謙吾、桂田光喜、俣木盾夫、相原宏徳、板橋徹 |
| 推進指揮       | 推進指揮       | 間部耕苹、萩原敏雄、林田洋、小島順彦 |
| 推進委員       | 推進委員       | 岩渕徹、細川知正、植村徹、二宮清隆 |
| 広報           | 広報           | 西岡純一、長澤美奈子 |
| プロデューサー | プロデューサー | 菊川幸夫、中谷敏夫、渡辺哲也 |
| 実行委員       | 実行委員       | 徳間書店 秋本一、三ツ木早苗、伊藤純子、室井實、斎藤信恵 日本テレビ 佐藤孝吉、棚次隆、戸谷仁、伊藤和明、井上健、大塚恭司、嵓渕有子、小槌裕子 電通 下條俊隆、気賀純夫、遠谷信幸、種村達也、曽我有信 東北新社 中島信也、薬師寺衛、小坂恵一、小西啓介、池田大 三菱商事・ディーライツ 橋本毅、安念彌行、西尾直彦、早川聡子 鈴木大三、新井紀乃 ウォルト・ディズニー・インターナショナル・ジャパン |
| 製作担当       | 製作担当       | 奥田誠治、福山亮一 |
| 企画協力       | 企画協力       | アニメージュ編集部 松下俊也 |
| 宣伝           | プロデューサー | 市川南 |
| 宣伝           | 係             | 東宝 大垣敦生、菊地裕介 メイジャー 脇坂守一、岡村尚人、土屋勝、小柳道代、福田のぞみ、菅野泰史、中西藍、原美恵子、細川裕以、折原裕之 |
| 宣伝           | 特別顧問       | 徳山雅也、矢部勝 |
| キャッチコピー | キャッチコピー | 糸井重里 |
| 特別協賛       | 特別協賛       | 日本生命 |
| CM             | CM             | ローソン 山﨑文雄 |
| 特別協力       | 特別協力       | 読売新聞 |
| 配給           | 配給           | 東宝 |

（以上、特に注記のないものはロマンアルバム 2001, pp. 102–103より抜粋）

## 製作

### 企画

#### 企画書脱稿までの経緯
宮崎駿は信州に山小屋を持っており、毎年夏になるとジブリ関係者の娘たちを招いて合宿を行っていた。宮崎は子どもたちを赤ん坊のころから知っており、「幼いガールフレンド」という言い方もしている。少女たちは宮崎を「お山のおじさん」と呼んでおり、その頃はまだ映画監督とは思っていなかった。『もののけ姫』公開直後の1997年8月、制作に疲れ果てた宮崎は山小屋で静養し、「幼いガールフレンド」たちの訪問を楽しみにしていた。同年9月ごろ、宮崎に次回作への意欲が灯りはじめる。
山小屋には『りぼん』や『なかよし』といった少女漫画雑誌が残されていた。宮崎は過去にも、山小屋に置かれていた少女漫画誌から映画の原作を見つけ出している（『耳をすませば』や『コクリコ坂から』）。しかし今回は、漫画の内容が恋愛ものばかりであることに不満を抱いた。山小屋に集まる子どもたちと同じ年齢の、10歳の少女たちが心に抱えているものや、本当に必要としているものは、別にあるのではないか。美しく聡明なヒロインではなく、どこにでもいるような10歳の少女を主人公に据え、しかも安易な成長物語に流れないような映画を作ることができるのではないか。少女が世間の荒波に揉まれたときに、もともと隠し持っていた能力が溢れ出てくるというような、そんな物語が作れるのではないか。このように考えた。当時宮崎は、思春期前後の少女向け映画を作ったことがなかったので、「幼いガールフレンド」たちに向けて映画をプレゼントすることが目標になった。
宮崎は『パンダコパンダ』（1972年）のとき、自分の子供を楽しませようという動機でアニメーションを制作した。顔の浮かぶ特定の個人に向けて映画を作るという経験はそれ以来のことだった。しかし宮崎駿は、『もののけ姫』の製作中からしきりに監督引退をほのめかしており、1997年6月の完成披露試写会以降、「引退」発言はマスメディアを賑わせていた。当時はまだ引退の心づもりは変わらず、次回作ではシナリオと絵コンテは担当しても、監督は別人を立てるつもりでいた。
1998年3月26日、スタジオジブリの企画検討会議で、柏葉幸子『霧のむこうのふしぎな町』（1975年、講談社）が案に挙がる。小学6年生の少女が「霧の谷」を訪れ、魔法使いの末裔たちが営む不思議な商店街で働きはじめるという筋のファンタジー小説だった。この原作は以前から企画検討にかけられており、1995年の『耳をすませば』では天沢聖司が『霧のむこうのふしぎな町』を読む場面が組み込まれている。宮崎は、柏葉の原作をもとに『ゴチャガチャ通りのリナ』というタイトルで企画に取り組む。しかし、これは早々に断念された。

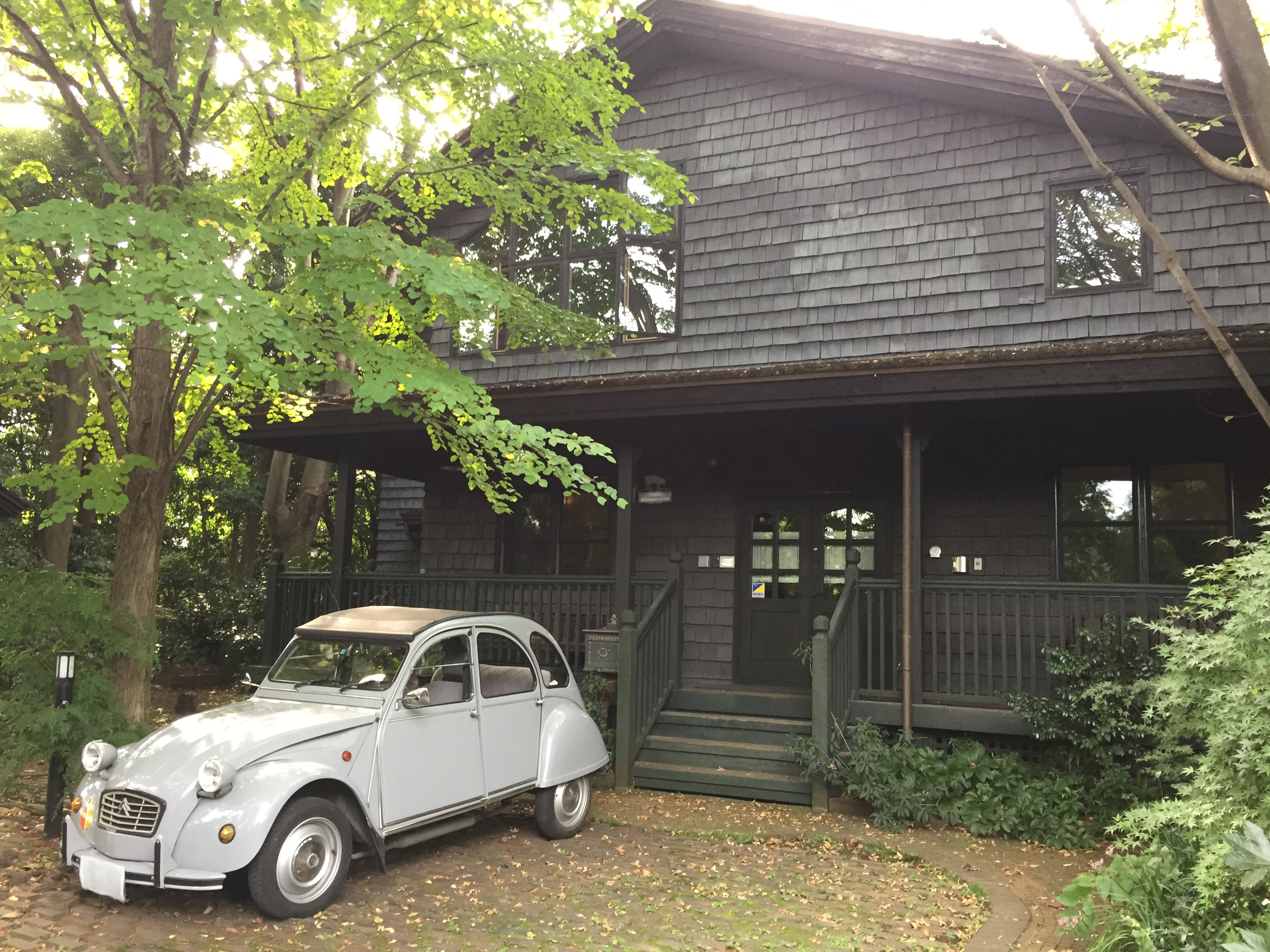
宮崎の事務所「二馬力」のアトリエ、および宮崎の愛車シトロエン・2CV（2016年）

次に、新企画『煙突描きのリン』がはじまった。1998年6月、小金井市梶野町のスタジオジブリ付近に事務所「豚屋」が完成、宮崎の個人事務所二馬力のアトリエとして使われることになった。宮崎はここで新企画に取り組みはじめた。『煙突描きのリン』は、大地震に見まわれた東京を舞台にした映画で、銭湯の煙突に絵を描く18歳の画学生、リンが、東京を影で支配する集団と戦うという物語であった。作品の背景には、現代美術家荒川修作の影響があり、荒川をモデルにした登場人物も用意されていた。宮崎は1998年に養老天命反転地を訪れて気に入り、荒川とも対談して意気投合している。プロデューサーの鈴木敏夫によれば、リンと敵対する集団のボスは宮崎自身が投影された60歳の老人であり、しかもこの老人と18歳の主人公のリンが恋に落ちる展開が用意されていたという。
1998年6月から約1年間進められた『煙突描きのリン』の企画は、1999年8月、突如廃案になった。鈴木敏夫によれば、次のような出来事があったという。鈴木は、1998年に公開されヒットしていた映画『踊る大捜査線 THE MOVIE』（本広克行監督）を遅れて鑑賞する。若手の監督によって同時代の若者の気分がリアルに表現されていることに衝撃を受け、同時に、宮崎の描く若い女性が現代の若者像として説得力を持ちえるのかどうか疑問を抱く。鈴木は映画を観たその足で宮崎のアトリエに赴いた。すでに『煙突描きのリン』の企画はかなり進んでおり、アトリエの壁面には数多くのイメージボードが貼りつけられていた。イメージボードとはビジュアルのサンプルを集めたもの。しかし鈴木はそれには触れず、『踊る大捜査線』の話をしはじめた。
宮崎はその場ですぐ、「千晶の映画をやろうか」と提案した。「千晶」とは、本作の製作担当である奥田誠治の娘、奥田千晶のことである。奥田誠治は日本テレビの社員で、宮崎の友人のひとりだった。奥田千晶は毎年夏に宮崎の山小屋に滞在する「幼いガールフレンド」のひとりであり、鈴木とも親しかった。さらに宮崎は、作品の舞台を江戸東京たてもの園にすることを提案した。江戸東京たてもの園はスタジオジブリにほど近い場所にあり、宮崎・鈴木・高畑勲らの日常的な散歩コースになっていた。身近な場所を舞台に、親しい子供のための映画を作るという宮崎の提案に、鈴木は首を縦に振らざるをえなかった。
ある夏、宮崎らが山小屋の近くの川に沿って散歩をしていると、千晶がピンク色の運動靴を川に落としてしまった。千晶の父と宮崎・鈴木は必死で靴を追いかけ、川から拾い上げた。このエピソードは宮崎の印象に残り、『千と千尋の神隠し』のクライマックスの場面で直接的に使われている。幼いころの千尋はハク（コハク川）から靴を拾おうとして川に落ちたが、そのときの運動靴はピンク色である。また、この靴は、エンドクレジット後の「おわり」のカットでも作画されている。企画は当初、「千の神隠し」という仮題でスタートし、主人公の名前もそのまま「千晶」になっていた。しかし、「教育上よくない」という理由で、「千尋」と改められた。
1999年11月2日、企画書が書き上げられた。宮崎は企画書の中で大きく分けて次の3点の意図を掲げている。
1. 現代の困難な世の中で危機に直面することで、少女が生きる力を取り戻す姿を描く
2. 言葉の力が軽んじられている現代において、「言葉は意志であり、自分であり、力」であることを描く（千尋は湯婆婆に名前を奪われ、支配されてしまう）
3. 日本の昔話の「直系の子孫」として、日本を舞台にするファンタジーをつくる

「千尋が主人公である資格は、実は喰い尽くされない力にあるといえる。決して、美少女であったり、類まれな心の持ち主だから主人公になるのではない」とし、その上で、本作を「10歳の女の子達のための映画」と位置づけている。
『千と千尋の神隠し』は、『霧のむこうのふしぎな町』、『ゴチャガチャ通りのリナ』、『煙突描きのリン』の影響を部分的に受けてはいるが、キャラクターやストーリー展開の面では完全なオリジナルになった。
本作の制作は、12月13日に東宝が公開した配給作品ラインナップで公にされた。

### 制作過程
1999年11月8日、宮崎駿はメインスタッフに向けて説明会を行う。11月12日にはジブリ全社員を集めて作品についてレクチャー。翌週から監督は絵コンテ作業に入り、メインスタッフたちも本格的な制作準備に入った。
2000年2月1日、宮崎は社内に打ち入りを宣言、作画打ち合わせがスタートした。

#### 作画班の体制
作画監督には安藤雅司が起用された。安藤は『もののけ姫』で26歳にして作画監督に抜擢された。しかし、鈴木敏夫の回想によれば、『もののけ姫』の制作終了後、安藤は一度辞意を示しており、鈴木に慰留されていた。宮崎のアニメーションがキャラクターを理想化・デフォルメする傾向が強いのに対して、安藤はリアリズムを希求し、映像的な快楽を優先して正確さを犠牲にすることを許さなかった。両者の志向は対立していた。
通常のアニメ作品では、原画修正は作画監督が行い、監督は直接関与しない。しかし、宮崎駿監督作品の場合、宮崎がアニメーターの長として全体の作画作業を統括し、原画のデッサン・動き・コマ数などを先に描き直す。このため、作画監督の仕事は宮崎のラフな線を拾い直す作業が主となる。安藤は『もののけ姫』公開後のインタビューで、宮崎の作品では作画監督という肩書で仕事をしたくないと心情を語っている。そこで鈴木は、次回作では「芝居」についても安藤のやり方で制作していいと認めることにした。
宮崎自身も、『もののけ姫』の制作で加齢による体力の低下を痛感し、すでに細かな作画修正作業を担いきれない段階にあると考え、作画の裁量を安藤に委ねる方針を取った。それだけでなく、演出を安藤に任せる案もあった。宮崎が絵コンテを描いた『耳をすませば』で近藤喜文が監督を担当した前例もあり、同様の制作体制が取られる可能性もあった。少なくとも『ゴチャガチャ通りのリナ』の段階では、演出を安藤に任せるつもりでいたという。しかし、当の安藤は宮崎の絵コンテで演出をするつもりはなく、結局は宮崎が監督することになった。
原画は過去最大規模の37人体制になった。しかし、当時ジブリ社内の原画陣は過去に例がないほど脆弱で、特に中堅のアニメーターの層が薄かった。これに加えて、フリーで活躍しているアニメーターを積極的に受け入れ、宮崎駿の中になかった表現を取り入れたいという安藤の意向もあり、大平晋也や山下明彦といった実力派のフリーアニメーターが参加した。
動画チェックチーフは舘野仁美。舘野は『となりのトトロ』から『風立ちぬ』までのすべての宮崎監督作で動画チェックを務めている。動画班は最終的に、国内スタッフが99人、韓国の外注スタッフが27人、計126人が動員された。

#### カオナシがメインキャラクターに
宮崎駿は、長編映画制作の際、事前にシナリオを用意しない。絵コンテを描きながらストーリーを構想し、各スタッフは絵コンテがすべて完成する前から作業を進めていく。その間は監督自身でさえも作品の全容を知らない。本作では、絵コンテが40分ほど完成したところで転機が訪れた。2000年のゴールデンウィーク中のある日、その日は休日だったため、多くのスタッフは出勤していなかったが、プロデューサーの鈴木敏夫、作画監督の安藤雅司、美術監督の武重洋二、加えて制作担当者がたまたま居合わせた。宮崎はホワイトボードに図を描きながら、映画後半のストーリーを説明しはじめた。千尋は湯屋で働きながら湯婆婆を打倒する。ところが、湯婆婆の背後には銭婆というさらに強力な黒幕がいたことが判明する。ハクの力を借りて銭婆も倒し、名前を取り返して両親を人間に戻す。このような流れである。
しかし、この案では上映時間が3時間を超えてしまうという意見が出た。鈴木は公開を一年延期しようと提案したが、宮崎と安藤はこれを否定。上記のプロットは破棄されることになった。宮崎はそこでとっさに、千尋が初めて湯屋に入るシーンで欄干のそばに立っていたキャラクターを話題にした。当初カオナシは、「何の予定もなくてただ立たせていただけ」だったが、映像にしたときに奇妙な存在感があり、宮崎にとって気になるキャラクターになっていた。宮崎は即席で、湯屋でカオナシが大暴れするストーリーを語った。これが採用されることになり、絵コンテ執筆は大きく転換した。湯婆婆を退治するという展開は立ち消え、代わりに千尋とカオナシの関係にスポットライトが当たることになった。

#### 安藤と宮崎の緊張関係
当初は予定通り安藤雅司が作画工程を統括し、原画修正を任されていた。鈴木敏夫の約束通り、宮崎駿はタイミングのみをチェックした。しかし、日を追うにつれ、宮崎と安藤の間の溝は次第に深まっていった。宮崎は「どこにでもいる10歳の少女を描く」というコンセプトを掲げた。安藤はこの方針に可能性を感じ、今までの宮崎駿監督作にはなかったような現実的な空間を作り上げることで、ジブリアニメに新しい風を吹きこもうとした。そのような試みのひとつが「子供を生々しく描く」ということだった。安藤が用意した千尋のキャラクター設定は、背中が曲がり、無駄の多い緩慢な動作に満ち、表情はぶうたれていて喜怒哀楽が不鮮明だった。これは従来宮崎が描いてきた少女像からかけ離れたもので、とりわけ、目の描き方が一線を画していた。序盤の絵コンテは、千尋の不機嫌なキャラクター性を反映してゆっくりとした展開となった。しかしながら宮崎は、千尋がグズであるがゆえに先行きの見えてこない物語に苛立った。絵コンテでは、千尋が湯屋で働きはじめるまでの段階で、すでに40分が経っていた。そこで、中盤以降は一気にスペクタルに満ちた展開に舵を切った。千尋も序盤とは打って変わってデフォルメされた豊かな表情を見せ、きびきびと行動するようになった。そこには、旧来通りの、宮崎らしい、理想化されたヒロインがいた。安藤はこの方向転換に「違和感と失望」を抱いたが、それでもなお緻密な修正を続け、作画監督の通常の仕事範囲を超えて動画段階でもチェックを行い、場合によっては動画枚数を足すなど、身を削って作業を進めた。カットの増加・作画作業の遅延によって補助的に作画監督（賀川愛・高坂希太郎）が増員されたが、最終チェックはすべて安藤が担った。結局は宮崎も、当初の予定に反して、レイアウト修正・原画修正を担うようになった。宮崎の提示する演出意図と安藤の指示の食い違いに戸惑うスタッフは多かったという。
安藤は制作終了後のインタビューで、最終的には作品と距離をおいた関わり方になってしまったこと、全体としては宮崎の作品の枠を出ることができなかったこと、当初自分で思い描いていた作品はどうしても実現できなかったことを振り返っている。しかし、宮崎は「安藤の努力と才能がいい形で映画を新鮮にしている」と評価しており、鈴木は宮崎と安藤の緊張関係によって画面に迫力がみなぎるようになったと語る。安藤は本作を最後にジブリを退職したが、『かぐや姫の物語』（2013年）にはメインアニメーターとして、『思い出のマーニー』（2014年）には作画監督および脚本（連名）としてジブリ作品に再び参加している。

#### 作業の遅延
2000年9月20日、スタジオジブリ社長、徳間康快が死去。10月16日、新高輪プリンスホテルにてお別れ会。宮崎は会の委員長を務めた。葬儀に出席する喪服の男たちがみなカエルのように見えたと語っており、作中に登場するカエル男たちとの関係をほのめかしている。徳間は作品の完成を見ずにこの世を去ったが、「製作総指揮」としてクレジットされている。
同時期、作画作業の遅延は深刻化していた。前述の通り作画監督が増員されたのはこのころだった。経験の浅い新人アニメーターに対しては「遅くとも1人1週間で1カットあげる」という目標を設定したが、それだけではとても公開に間に合わない計算になり、鈴木は頭を悩ませた。社内で上げたカットは全体の半分程度にとどまり、残りは外注で仕上げた。アニメーターの小西賢一に依頼して実力のあるフリーアニメーターをリストアップしてもらい、支援を要請した。
動画・彩色は、国内の外注スタジオに委託しただけでは間に合わないということが明らかになった。そこで、ジブリ創設以来はじめて、海外スタジオに動画と仕上を外注することを決断。スタジオから4人を韓国に派遣した。韓国のD.R DIGITALは動画・彩色を、JEMは彩色を担当した。両社の仕事は高品質で、納期も遵守された。

### 美術

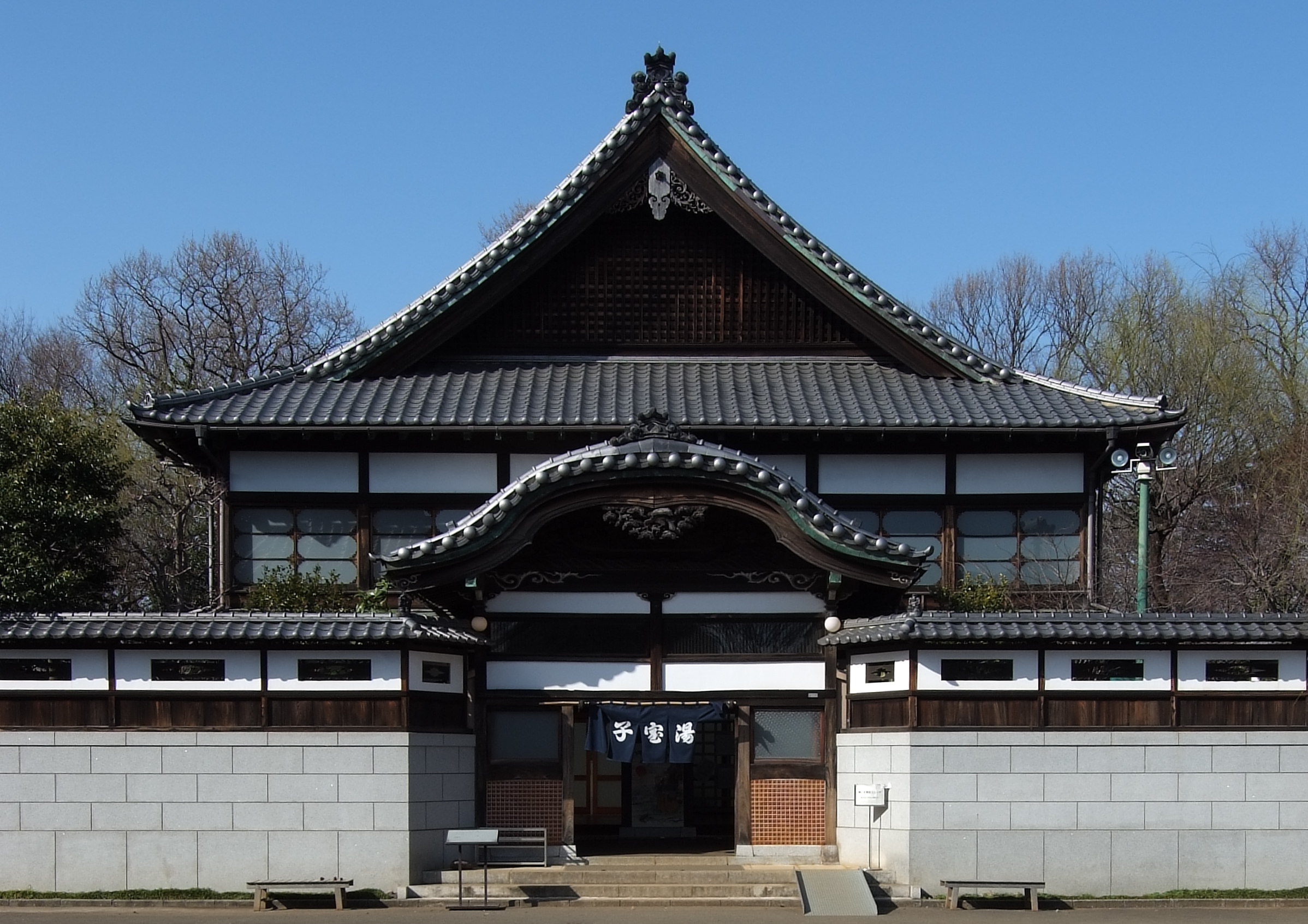
江戸東京たてもの園の子宝湯。

美術監督は武重洋二、美術監督補佐は吉田昇。美術班も作画部門と同様新人スタッフが多かったため、武重はほぼすべてのカットの美術ボードを描いた。しかも、用途別に各カットごと3枚の美術ボードを描くほど念入りだった。『となりのトトロ』の美術監督であるベテランの男鹿和雄は、主に不思議の町に入り込む前の世界、冒頭とラストシーンの自然環境の背景を一任され、該当場面のモデルとなった四方津駅周辺を独自に取材した。湯屋の中の巨大な鬼の襖絵は吉田昇が担当した。
宮崎からは「どこか懐かしい風景」「目黒雅叙園のような擬洋風、古伊万里の大きな壺」などの指示があった。色については「とにかく派手に」「下品なほどの赤」という指定があり、随所にちりばめられた赤色と湯屋内部の金色がキーカラーになっている。
2000年3月17日には、江戸東京たてもの園でロケハンが行われた。江戸東京たてもの園は、企画当初から作品の舞台とされていた場所である。油屋のデザインについて、モデルとなった特定の温泉宿などは存在しない。ただし、江戸東京たてもの園の子宝湯は宮崎お気に入りの建物で、特に千鳥破風の屋根に加えて玄関の上に唐破風（別の屋根の形式）を重ねる趣向、および内部の格天井に描かれた富士山のタイル絵などの「無駄な装飾性」に魅了されたという。また、ジブリの社員旅行で訪れたことのある道後温泉本館も参考にされた。油屋の内装は目黒雅叙園が原形になっており、他に二条城の天井画、日光東照宮の壁面彫刻、広島の遊郭の赤い壁などが参考にされた。釜爺の仕事場にあった薬草箱は江戸東京たてもの園の武居三省堂（文具屋）内部の引出しがモデルになっている。油屋周辺の飲食店街は、新橋の烏森口や有楽町ガード下の歓楽街をイメージして描かれている。従業員の部屋は、1950年代の劣悪な労働環境だった近江紡糸工場の女工たちの部屋や、多磨全生園隣接の国立ハンセン病資料館内に再現された雑居部屋がモデルとなっている。湯婆婆の部屋は、和洋の混じった鹿鳴館や目黒雅叙園がモデルである。
台湾の台北近郊の町九份の一部商店主は宮崎駿が訪れスケッチをしたと主張しているが、宮崎は台湾メディアのインタビューに対して九份を作品の参考にしたことはないと否定している。

### CG・彩色・撮影
スタジオジブリでは『ホーホケキョ となりの山田くん』（1999年）よりデジタル彩色が導入されており、本作は宮崎駿監督作品としては初めて、仕上・撮影の工程がデジタル化された。これに伴って宮崎は一部の役職を新しく命名し、CG部チーフだった片塰満則は「デジタル作画監督」に、撮影監督だった奥井敦は「映像演出」になった。『となりの山田くん』では水彩画調の実験的な彩色が行われたため、長編映画でデジタル彩色を用いて従来のセルアニメーションを再現していく作業は、ジブリにおいては実質的に初めての経験といってよかった。この状況を踏まえて、作画・美術・デジタル作画・映像演出の各チーフによって「処理打ち合わせ」という会議が持たれ、各部署間での密接な連携が模索された。たとえば、雨が降ったあとにできた海の描写はデジタル部門や撮影班の上げた成果である。
デジタル作画部門はほぼすべての背景動画を担当した。それ以外に、浮き上がる「荻野千尋」の文字や、川の神のヘドロ、海原電鉄から見た黒い人物の様子などを担当した。
映像演出部門では、現像を手掛けるイマジカと協力して、独自のカラーマネジメントシステムを導入し、デジタルデータをフィルムに変換する際に色調が変化しないよう努めた。また、本作は初期のDLP上映作品であり、本来であればフィルム特有の画面の揺れは抑えられる環境にあったが、映像演出の奥井はあくまでフィルム上映を基本と考え、完成画面の上下左右に1センチの余裕を残して、シーンに応じてデジタルデータにわざとブレを加える工夫をした。
色彩設計は保田道世。宮崎駿・高畑勲とは東映動画に在籍していた1960年代からの知己であり、『風の谷のナウシカ』から『風立ちぬ』に至るまで、すべての宮崎駿監督長編作品で色彩設計部門のチーフを務めている。本作ではデジタル化により扱える色の量が飛躍的に増加した。

### 音楽
音楽を担当した久石譲は、『風の谷のナウシカ』以降の宮崎長編作品をすべて手掛けており、『千と千尋の神隠し』で7作目に当たる。公開に先駆け2001年4月にイメージアルバムが発売され、5曲のボーカル曲のすべてを宮崎が作詞した。宮崎はイメージアルバムに収録されたピアノ曲「海」を気に入っており、久石はこの曲が海上を走る電車のシーンにうまく「はまった」ことを喜んだ。
本作ではインドネシアのガムランや琉球音楽、シルクロード、中近東、アフリカなどのエスニックな楽器や現地の人が叩いたリズムのサンプリングがふんだんに採り入れられ、フルオーケストラと融合するアプローチが行われた。久石は前作『もののけ姫』と共に「スタンダードなオーケストラにはない要素を導入しながら、いかに新しいサウンドを生み出していくか、というチャレンジを試みていた時期ですね」と述懐している。

### 主題歌
覚和歌子作詞、作曲・歌はソプラノ歌手の木村弓による「いつも何度でも」が主題歌となった。しかし、この曲はもともと『千と千尋』のために書かれたものではない。木村弓と宮崎の交流は、1998年夏ごろに木村が宮崎に書いた手紙に端を発する。木村は前作『もののけ姫』を鑑賞して感銘を受け、自らのCDを添えて手紙を送った。
当時、宮崎は『煙突描きのリン』の企画中だったので、そのあらすじを書き添えたうえで「作品が形になったら連絡するかもしれない」と返事した。木村は『リン』の世界から刺激を受けてメロディを着想。作詞家の覚に持ちかけて曲の制作に入った。こうして、「いつも何度でも」は1999年5月に完成した。しかし宮崎から連絡があり、『リン』の企画自体が没になったので、主題歌には使うことができないと伝えられる。「いつも何度でも」はお蔵入りになりかけた。『千と千尋の神隠し』の主題歌は、宮崎作詞・久石作曲の「あの日の川へ」になる予定だった。
イメージアルバムの1曲目には同名のボーカル曲が収録されている。しかし、宮崎の作詞作業が暗礁に乗り上げ、不採用になった。2001年2月、「いつも何度でも」を聞き直した宮崎は、「ゼロになるからだ」などの歌詞と映画の内容が合致することに驚き、急遽主題歌としての再起用を決める。『千と千尋』を制作するにあたって「いつも何度でも」が潜在的な影響を与えたのかもしれない、と振り返っている。シングル「いつも何度でも」の売上は50万枚以上を記録した。

### 着想の源
企画書にある「あいまいになってしまった世の中」、「あいまいなくせに、侵食し喰い尽くそうとする世の中」の縮図として設定されたのが、湯屋という舞台である。湯屋の勤務形態は夜型だが、スタジオジブリもまた夜型の企業であり、企業組織としての湯屋はスタジオジブリそのものがモデルになっている。宮崎もスタッフに「湯屋はジブリと同じだ」と説明し、ジブリ社内は「10歳の少女には魑魅魍魎の世界に見える」と語った。たとえば、湯婆婆はときどき湯屋から外出してどこか知れぬところへ飛んで行くが、この行動には、会議・出張などで頻繁にジブリからいなくなる鈴木敏夫のイメージが重ねられている。インタビューによれば、宮崎はペルーの少年労働を扱ったドキュメンタリー番組を見たことがあり、子供が労働することが当然である世界の現状を忘れたくなかったので、過酷な環境下で少女が労働を強いられるストーリーを執筆したと説明している。
町山智浩・柳下毅一郎は「湯屋は遊郭である」と指摘し、作品スタッフの舘野仁美（動画チェック）も同様の発言をしている。宮崎自身は、千尋が迷いこむ不思議な世界のイメージを伝える文脈で、学生時代に新宿の赤線地帯付近を通りかかったときに見た「赤いライトの光景」についてスタッフに説明したという。また、雑誌「プレミア日本版」2001年9月号のインタビューでも同様の発言があり、子供のころにはまだ残っていた新宿の「赤いランタン」に触れたうえで、「日本はすべて風俗営業みたいな社会になっている」「いまの世界として描くには何がふさわしいかといえば、それは風俗営業だと思う」と語っている。湯屋に大浴場がなく、個室に区切られていることについて質問されたときには、「いかがわしいこと」をするためであろうと答えている。かつての日本の湯屋では、湯女による垢すりや性的行為が一般的に行われていた。
そして、鈴木の述懐によれば、企画の原点には鈴木と宮崎の間で交わされた「キャバクラ」についての会話があった。その内容はこうである。鈴木にキャバクラ好きの知人がいた。この知人から聞いた話では、キャバクラで働く女性には、もともとコミュニケーションがうまくできないひとも多い。客としてくる男性も同じようなものである。つまりキャバクラは、コミュニケーションを学ぶ場なのである。異性と会話せざるを得ない環境に放り込まれて働いているうちに、元気を取り戻していく（という従業員もいる）。鈴木によれば、宮崎はこの談話をヒントにして湯屋の物語を構想した。すなわち、千尋が湯屋で神々に接待していくうちに、生きる力を取り戻していくというストーリーである。
「神仏混淆の湯治場」という発想は、「霜月祭」がもとになっている。この祭りは「十二月に神々を招いて湯を浴びさせる」というもので、様々な仮面を被った人々が多種多様な神々を演じて舞う神事である。鈴木と宮崎はNHKドキュメンタリー『ふるさとの伝承』でこの祭りを知り、着想を得た。霜月祭は、長野県下伊那郡天龍村に伝わる「天龍村の霜月神楽」や長野県飯田市の遠山郷（旧南信濃村、旧上村）に伝わる「遠山の霜月祭」など、長野・愛知・静岡の県境にまたがる地域の各地で行われている。また、静岡県静岡市の「清沢神楽」や静岡県御殿場市の「湯立神楽」、愛知県北設楽郡の「花祭り」など「釜で湯を沸かして掛け踊る」という湯立神楽の祭事は、日本各地で行われている。
1994年春頃、宮崎は自宅付近を流れるドブ川を観察する。川の中では、ユスリカの幼虫が大量発生して、汚濁した水の中で懸命に生きていた。宮崎はその様子を見て「今後の人間の運命」を感じる経験をした。後に宮崎は地元有志とドブ川を掃除し、そのときの経験が汚れた河の神の内部から自転車などを引き出すシーンとして活かされた。その後も川掃除は宮崎の習慣になっており、2016年に一般市民が制作したドキュメンタリー作品では、宮崎が川掃除などの地域の清掃活動に取り組む様子が収められている。
千尋が車の後部座席で揺られながら不満を口にしている冒頭の場面について、押井守は、これは宮崎が元々『柳川堀割物語』のオープニングとして検討していたものであり、諦めきれなかったものではないかと推測している。また押井は、千尋とカオナシが路面電車に乗って銭婆に会いに行く場面は、明らかに三途の川をイメージしたものとみており、宮崎も意識しているだろうと述べている。

## 封切り

### 宣伝
鈴木敏夫は、宣伝の量と上映館のキャパシティの両方を『もののけ姫』の倍にする計画を立てたと語っている。鈴木を奮起させたのは、宮崎駿の息子、吾朗と、博報堂の藤巻直哉の言葉だった。鈴木は、前作に続いて今作でも大ヒットが続けば、宮崎がおかしくなってしまうのではないかと心配していた。しかし、宮崎吾朗は、当時デザインに取り組んでいた三鷹の森ジブリ美術館の成功を望み、『千と千尋の神隠し』を前作の倍ヒットさせてほしいと言った。のちに『崖の上のポニョ』の主題歌を歌うことになる藤巻直哉は、2000年の秋頃に赤坂でばったり鈴木と出くわした。当時、電通と博報堂は1作ごとに交代で製作委員会に入っていたため、博報堂の担当者である藤巻は関わっていなかった。藤巻はそこで次のようなことを漏らした。次の作品は、『もののけ姫』の半分は行くだろうとみんな言っている。電通がうらやましい、と。鈴木はこの言葉にいきり立ち、必ずや『千と千尋』を大ヒットさせると決意する。
2001年3月26日、江戸東京たてもの園で製作報告会。宮崎は、「幼いガールフレンド」たちが本当に楽める映画を作りたいと制作の動機を語った。徳間書店・スタジオジブリ・日本テレビ・電通・ディズニー・東北新社・三菱商事が製作委員会を組んだ。本作から新たに加わった出資企業は2社。ディズニーは『ホーホケキョ となりの山田くん』から参加していたが、東北新社と三菱商事は初参加だった。電通経由で特別協賛に入ったネスレ日本と、三菱商事系列企業のローソンはタイアップで活躍した。ネスレは本編映像を使用したテレビCMの放映などでキャンペーンを展開した。
コンビニエンスストアとのタイアップはジブリにとって初めての経験だった。それまで鈴木はコンビニを敬遠していたが、ローソンは全国約7000店の店舗で『千尋』を大々的に告知、独自にフィギュアつき前売り券などを用意し、映画館窓口の販売実績を超える32万枚の前売り券を売り上げた。この機にジブリとローソンのタッグは確立され、三鷹の森ジブリ美術館が完成した後にはローソンが唯一のチケット窓口になるなど、関係は続いている。
劇場の本予告・および新聞広告ではカオナシが前面に押し出された。本予告は二種類が作成され、2001年3月から5月までの予告「A」は、千尋が不思議な町に迷いこみ、親が豚になってしまうところまでをホラー映画風にまとめたものだった。対して、6月から流れた予告「B」は、千尋がカオナシを湯屋に招き入れ、カオナシが暴走するところまでをまとめた。
鈴木は、本作を「カオナシの映画」であると考え、カオナシを宣伝の顔として立てることを決めた。その理由として、前述した千尋のキャラクターの極端な変貌を鈴木が感じ取っていたことが挙げられる。不機嫌な千尋の視線に沿ってゆったりとした前半の展開と、中盤以降のきびきびと働く千尋を追いかけるような展開にはギャップがあり、鈴木は本作を「1本で2本分の映画」であるように思った。鈴木の語ったところによれば、宮崎自身も当初は「千尋とハクの話」だと考えており、カオナシ中心に宣伝を行うことに違和感を持っていた。しかし、映画が完成に近づいた段階でラッシュ（完成した素材を荒くつないだ映像）を見て、「千尋とカオナシの話」であることを認めたという。
当初は、糸井重里の書いた「トンネルのむこうは、不思議の町でした。」という宣伝コピーが使われていた。しかし、宣伝プロデューサーを務めた東宝の市川南の意見で、「〈生きる力〉を呼び醒ませ！」というサブコピーが考案され、新聞広告などではこちらのほうが大きく取り上げられた。
宣伝チームはローラー作戦をかけ、通常であれば行かないような地方の小さな町まで訪れるなど、徹底したキャンペーンを張ったと鈴木は証言する。

### 公開
2001年7月10日、帝国ホテルで完成披露会見。同日、日比谷スカラ座で完成披露試写会。宮崎は前作の公開時に続いて、またしても長編引退をほのめかした。試写の反応は絶賛一色だった。しかし、作品の完成は公開日の2週間前で、試写にかけられる時間がわずかしかなかったことから、『もののけ姫』ほどの大ヒットにはならないだろうという観測が多勢を占めていた。この日の試写会には千尋のモデルとなった奥田誠治の娘、奥田千晶も現れた。宮崎は鈴木とともに千晶を出迎え、「この映画はおじさんと千晶の勝負だ」と言った。上映後の千晶の反応は上々であり、宮崎と鈴木は喜んだ。「おわり」のカットで描いた不鮮明なイラストについて宮崎が尋ねると、千晶はそれが自分の落とした靴の絵であることを正しく言い当てた。
2001年7月20日公開。すぐさま未曾有のヒットとなり、週末映画ランキングでは公開以来26週連続トップ10にランクインした。さらに、公開32週目には前週の18位から一気に4位に浮上した。11月11日までの4か月間で、興行収入262億円、観客動員数2023万人を記録。『タイタニック』が保持していた日本の歴代興行収入記録を塗り替え、映画史上最大のヒット作となった。1年以上のロングラン興行になり、最終的には304億円の興行収入を叩き出した（再上映分の収入を含まず）。この記録は2020年まで破られていなかったが、同年公開された「劇場版 鬼滅の刃 無限列車編」によって破られた。宮崎の個人的な友人である千晶を喜ばせたいという動機でスタートしたこの映画は、実にのべ2350万人もの日本人の足を劇場に運ぶに至った。
空前のヒットの興行的な要因としては、まず宮崎の前作『もののけ姫』が1420万人を動員し、新規顧客を開拓したことが挙げられる。また、『もののけ姫』から『千と千尋の神隠し』に至るまでの期間に、シネマコンプレックスが全国的に普及し、人気作品を映画館の複数スクリーンで集中的に上映する体制が整っていたこともある。公開と同時に、他の作品を上映する予定だったスクリーンが『千と千尋の神隠し』に回され、シネコンでの上映を占拠していった。一方、こうした類のない大ヒットは、他の上映作品の興行に悪影響を及ぼした。2001年12月に行われた「大ヒット御礼パーティ」の席上では、興行関係者が困惑を露わにした。興行収入300億という数字は、1年間に公開される邦画すべての興行収入を合わせた額に相当したからである。
本作で行われた大宣伝とは対照的に、次回作『ハウルの動く城』では「宣伝をしない」宣伝方針が取られた。公開前の内容の露出は極端に抑えられることになり、宮崎もメディアから姿を消した。これに関して、鈴木は千と千尋の神隠しがヒットしすぎたことにより、本来ならある程度数字を挙げることができた様々な作品がヒットせず、多方面に迷惑をかけてしまったため、千と千尋がヒットした後に関係者が集まり、二度と千と千尋のような作品を出さないよう、ある程度棲み分けることにしたと語っている。

### 再上映
2016年、スタジオジブリ総選挙で本作が1位に輝き、同年9月10日から19日の10日間、全国5か所の映画館にて再上映された。この再上映による興行収入は4.0億円で、累計興行収入は308億円、累計観客動員数は2380万人となった。
また2020年、新型コロナウイルスの流行によって新作映画の供給が困難になったことを受け、同年6月26日から8月まで全国の映画館で本作の再上映を行った。この再上映による興行収入は8.8億円にのぼり、同年12月15日にこれまでの興行収入（308.0億円）に加算され、本作の正式な興行収入が316.8億円となった
2020年の再上映時における週間興行順位の推移
| 上映週 | 週末日付            | 順位 | 備考            |
| ------ | ------------------- | ---- | --------------- |
| 1      | 2020年06月27日-28日 | 1位  |                 |
| 2      | 2020年07月04日-05日 | 1位  |                 |
| 3      | 2020年07月11日-12日 | 1位  | [ 266 ] [ 267 ] |
| 4      | 2020年07月18日-19日 | 2位  | [ 268 ]         |
| 5      | 2020年07月25日-26日 | 4位  | [ 269 ]         |
| 6      | 2020年08月01日-02日 | 4位  | [ 270 ]         |
| 7      | 2020年08月08日-09日 | 8位  | [ 271 ]         |

### 英語版の公開まで
英語吹替版はピクサー社のジョン・ラセターがエグゼクティブ・プロデューサー（製作総指揮）を担当。配給の優先権を持っていたのはディズニーだったが、2001年8月にディズニーで行われた上映会では、当時CEOだったマイケル・アイズナーの反応は芳しくなかった。宮崎は米国での公開に積極的ではなかったが、鈴木は検討を重ねた末、宮崎の熱烈なファンであるラセターに協力を依頼することにした。1982年、宮崎はアニメ映画『リトル・ニモ』の企画で渡米し、このときにラセターと面識を得ていた。当時まだディズニーに在籍し、不遇の時にあったラセターは、『ルパン三世 カリオストロの城』を鑑賞して衝撃を受け、以来宮崎の熱心なファンとなる。1987年には『となりのトトロ』制作時のジブリを訪れてもいる。その後、ピクサーが創立されるとラセターは移籍し、1995年の『トイ・ストーリー』を皮切りに、ヒット作を送り出していた。
ラセターが説得した結果、ディズニーが北米での配給権を取得。ラセターは『美女と野獣』の監督、カーク・ワイズを英語版監督に、『アラジン』のプロデューサー、ドナルド・W・エルンストを英語版プロデューサーに指名した。英題は Spirited Away に決まった。吹替版は原作に忠実に制作された。しかし、ラストシーンで千尋の父が「New home, new school, must be scaring」（新しい家、新しい学校は怖いだろう）と言い、千尋が「I think I can manage it」（私、きっとやっていけるよ）というシーンが足されている。
2002年9月5日から10日間、宮崎・鈴木らはプロモーションのために米国へ渡った。ラセターは、ピクサー社を案内したり、複葉機による遊覧飛行を用意したりと、ジブリの一行を手厚くもてなした。このときの様子を収めた映像は、DVD『ラセターさん、ありがとう』（ブエナ ビスタ ホーム エンターテイメント、2003年）として発売されている。
9月20日、北米10都市で公開。以後約1年間にわたって小規模ながら興行が続いた。同年12月からは全米で次々と映画賞を受賞した。最終的には約1000万ドルの興行収入を記録した。

### 中国公開
日本公開から18年の歳月を経て、2019年6月21日より、およそ9000か所の映画館で初公開された。

### テレビ放送、ホームメディア
2003年1月24日には日本テレビ系列の『金曜ロードショー』でテレビ初放送され、視聴率46.9％(ビデオリサーチ・関東地区調べ)という驚異的な数字を記録し、これは、日本で放送された映画番組全体で見ても歴代1位の記録である。ビデオリサーチ・関西地区調べでも46.1%の視聴率を記録。日本だけでなく、2004年12月29日にはイギリスで、2006年にはアメリカ合衆国で、2007年9月30日にはカナダでもテレビ放送された（オーストラリアでもテレビ放送実績あり）。
VHS・DVDは2002年7月に発売された。日本国内におけるVHSの出荷本数は250万本、DVDの枚数は300万枚だった。合計550万本の出荷は、やはり新記録だった。

#### DVD色調問題
2002年7月に日本で発売された『千と千尋の神隠し』のDVDや、ビデオカセット（VHS）に収録されている本編映像が、劇場公開版や予告編・TVスポットなどと比べて赤みが強いとして、スタジオジブリと発売元のブエナビスタ、消費者センターなどに苦情が寄せられた。
両社は、DVD制作時に用意されたマスターの色調には、意図的な調整を施しているためであり、「このクオリティが最高のものと認識しております」と説明した。映画上映時のTVCMや上映用プリントやDVDに収録された予告編、TVスポットなどにはこの調整は施されていないため、両者の色調が異なっているが、あくまで本編の色調が正しいとした。
2002年11月、この問題で一部ユーザーは、販売元のブエナビスタを相手取り京都地方裁判所に提訴し、正しい色調のDVDとの交換と慰謝料などを請求した。本係争は2004年9月に「ディズニー・ジャパンは購入者に誤解や混乱が生じたことに遺憾の意を表明する」「今後DVD販売に際しデータを調整した時は明記する」「原告らは請求を放棄する」など全5項目の和解が成立し決着した。
その後、北米、ヨーロッパ、韓国では、日本で発売されたものよりも、赤みの強くない映像が収録されたDVDが販売された。
日本テレビでの2003年1月24日の『金曜ロードショー』（開局50周年記念番組）での放送には、DVDと同様のマスターが使用され、以後も使用されるようになった。
2011年1月7日、日本テレビの『金曜ロードショー』で、初めてハイビジョンマスターにより放送。赤みが大幅に軽減され、北米版DVDに近い赤みの強くない映像で放送された。
2014年4月1日、本作のBlu-ray Disc化が正式発表された。発売予定日は2014年7月16日。Blu-ray版ではDVD版のような赤みは無くなり、劇場版と同等の色調で収録された。同時に発売されたデジタルリマスター版DVDも同一の映像マスターを基にしているため、画面の赤みはない。

## 海外

### 海外での公開
日本以外の国での題名
- 『Spirited Away』（英語）訳：spirit away＝「誘拐する、神隠しにする、忽然と連れ去る」
- 『千与千尋』（中国語、簡：千与千寻、繁：千與千尋、ピンイン：Qiānyǔqiānxún、中国大陸と香港の題名）直訳：「千と千尋」
- 『神隠少女』（中国語、簡：神隐少女、繁：神隱少女、ピンイン：Shēnyǐnshǎonǚ、台湾の題名）直訳：「神隠しの少女」
- 『센과 치히로의 행방불명』（韓国語、RR式：Sen-gwa Chihiroui haengbangbulmyeong）直訳：「千と千尋の行方不明」
- 『Унесённые призраками』（ロシア語）直訳：「幽霊に連れ去さられた」
- 『Le Voyage de Chihiro』（フランス語）直訳：「千尋の旅」
- 『Chihiros Reise ins Zauberland』（ドイツ語）直訳：「千尋の魔法の国の旅」
- 『El viaje de Chihiro』（スペイン語）直訳：「千尋の旅」
- 『La città incantata』（イタリア語）直訳：「魔法をかけられた町」
- 『A Viagem de Chihiro』（ポルトガル語）直訳：「千尋の旅」

## 反響

### 批評
社会学者の長谷正人は、本作は過去の宮崎作品と比べ、さほど魅惑的ではないと評している。例えば『天空の城ラピュタ』では、はじめ敵として登場する海賊・ドーラ一家が、物語の中盤からは主人公たちの仲間として活躍しはじめる。長谷がいうには、観客はこのとき、彼らに対する見方の転換をせまられる。さらに、海賊船の中で描かれる彼らのリアルな生活に触れ、「「善」とか「悪」とかいったイメージでは割り切れないような不透明な表情を帯びた魅惑的存在」として、ドーラ一家を認識し直すことになるのである。長谷は、同様のことが「ラピュタ」という舞台や、『風の谷のナウシカ』のような作品についてもいえるとし、宮崎は本来、このような「過程」を重視する物語制作を得意としていたと説明する。そして、しかるに本作（や『もののけ姫』）では、宮崎の本来の手法的には「結果」であったはずの「不透明による魅惑」が、最初から提示されてしまっているのだという。例えば湯屋がそうである。湯屋は千尋が成長していく過程で、「悪」なる場所として見えたりすることもなければ、したがって「善」なる場所に変化することもない。長谷は、近年（2010年時点）の宮崎は、空間的な魅力を提示しようとして、物語の中に生まれる魅力を忘却しているようだと嘆じている。
押井守は、本作は宮崎が自分のやりたいシーンを繋いでいったものにすぎないとし、おおむね否定的に評価している。例えば、千尋の両親は千尋が湯屋で働かされる状況を作り出すためだけに豚にさせられているとし、「こういうのをご都合主義と呼びます」と切って捨てている。押井は、本作は要約すれば「都会出身の千尋が重労働して、何かに目覚め」「カオナシを説諭する物語」であるといい、千尋とカオナシの物語になっている点には一定の評価を与えつつも、観客は「この話、どこに行っちゃうの？」という気持ちになったであろうと述べている。ハクからもらったおにぎりをむさぼるシーンなどが好評であったことには頷けるとしつつ、監督の力量が発揮されるのは本来そういった細部の仕事ではなく、実のところ脚本も宮崎が書いたものではないだろうと推測している。
押井は千尋の造形についても難じている。物語で説明されるのは、東京から田舎に転校する千尋が感傷的になっているという状況だけであり、人格が描かれておらず、このことは宮崎が千尋をひとりの人間として描くつもりがなかった証左であると批判している。押井は、宮崎が描き出すレイアウトの魅力についても、全盛期に比べればダイナミズムが消失していると評している。例えば湯屋にはエレベーターがあるが、かつての宮崎なら絶対に階段にしただろうと述べ、これは途中から原画をアニメーターに任せるようになったためではないかと推測している。
問題点が多いにもかかわらず、本作が大ヒットした要因について、押井は「ジブリ映画が大成功しているから」という一点につきると断定し、日本人の国民性があらわれたものと述べている。
精神科医の斎藤環は、少女を風俗店で働かせるという展開を描くような宮崎の倫理性を、「ファシズムへの倒錯的抵抗」として評価するとしつつ、それは同時に、宮崎が「説教好きのロリコン親父」であることの裏返しであるとみなしており、そのために宮崎の意図が、とりわけオタクと呼ばれる男女には正しく伝わらなかったであろうと述べている。「巷間伝え聞くところによれば、男たちは少女・千尋のむき出しの背中を熱く注視し、女たちは美少年・ハクが式神に攻撃された傷にもだえ苦しむ姿にやられたようです。」ただ、「押井守が評価するように、すぐれてエロティックな要素に満ちた作品」である点は認めている。
批評家の東浩紀は、『となりのトトロ』『魔女の宅急便』以降の宮崎作品の前面に出てくるのは、唯一『もののけ姫』を例外として、すべて能動的に行動できない少女であるという見解を述べている。対談中でなされたそのような東の意見に対し、斎藤が反論しており、以下のように続く。
東は、『トトロ』以前の宮崎作品には、作品内に観客（オタク）が感情移入できる少年がいたと指摘する。ナウシカも理念的には少年と考えられ、『未来少年コナン』『カリオストロの城』『ナウシカ』『ラピュタ』は全て、少年が少女を獲得する構図の物語であったとし、そのような話を描いていたころの宮崎は非常に優秀なストーリーテラーであったと述べている。ところが、オタクを嫌うあまり、観客が同一化する存在を作品世界から消してしまったせいで、宮崎は徐々に単純なファンタジーしか作れなくなってしまったのだという。東によれば本作はその典型であり、「なにも残らない、ただの消費財でしかない映像作品」である。
本作は英語圏で広範な評価を得ている。レビュー集積サイトのRotten Tomatoesでは、178本のレビューが掲載されており、うち97%が肯定的に評価している。平均レートは8.6/10で、掲載されているコンセンサスは次の通り。「『千と千尋の神隠し』は、見事に描き出されたおとぎ話であり、眩惑的、魅惑的だ。この作品を見た観客は、自分たちの住んでいる世界がいつもより少しだけ興味深く、魅力的なものに感じられるだろう」。Metacriticでは41本のレビューをもとに96/100のスコアがついている。シカゴ・サンタイムズのロジャー・イーバートは満点の四つ星をつけ、作品と宮崎の演出を称賛している。また、本作を「今年のベスト映画」のひとつとしている。ニューヨーク・タイムズのエルヴィス・ミッチェルは肯定的なレビューを書き、アニメーションシーケンスを評価している。また、ルイス・キャロルの鏡の国のアリスと好意的な文脈で引き比べており、この映画が「気分としての気まぐれさ (moodiness as mood)」についての作品であり、キャラクターが作品の緊張感を高めていると評している。バラエティ誌のデレク・エリーは、「若者と大人が同じように楽しめる」とし、アニメートと音楽を評価している。ロサンゼルス・タイムズのケネス・タランは吹き替えを評価しており、「荒々しく大胆不敵な想像力の産物であり、こうした創作物はいままでに見たどのような作品にも似ない」としている。また、宮崎の演出も評価している。オーランド・センチネル紙のジェイ・ボイヤーもやはり宮崎の演出を評価し、「引っ越しを終えた子供にとっては最適」の映画だとしている。

### 受賞・ノミネート
2002年2月6日、第52回ベルリン国際映画祭のコンペティション部門に出品。同映画祭コンペ部門の長編アニメーション映画の出品は初。2月17日、最優秀作品賞である金熊賞を受賞した。ポール・グリーングラス監督『ブラディ・サンデー』と同時受賞だった。世界三大映画祭で長編アニメーションが最高賞を獲得するのは史上初の快挙であった。
2003年2月12日、第75回アカデミー賞長編アニメーション部門へのノミネートが決定。3月23日の授賞式で受賞が発表された。2024年に同じく宮崎駿監督の『 君たちはどう生きるか』が受賞するまで、日本の長編アニメーション作品で唯一アカデミー賞を獲得した作品であった。また、手描きのアニメーションとしても唯一の受賞作であった。授賞式には宮崎の代理で鈴木敏夫が出席する予定だったが、3月20日に米軍を中心とする有志連合がイラク進攻を開始し、事態が緊迫化したため、断念した。宮崎の受賞コメントは次のようなものになっている。
2009年2月にオリコンがインターネット調査した「日本アカデミー賞 歴代最優秀作品の中で、もう一度観たいと思う作品」で第1位に選ばれた。
2016年7月、アメリカの映画サイト「The Playlist」が「21世紀のアニメーション映画ベスト50」を発表し、本作が第1位に選ばれた。
2016年8月、英BBC主催の投票「21世紀の偉大な映画ベスト100」で第4位に選ばれた。
2016年に実施された「スタジオジブリ総選挙」で第1位に選ばれ、2016年9月10日から16日までTOHOシネマズ5スクリーンで再上映された。
2017年4月、映画批評サイト「TSPDT」が発表した「21世紀に公開された映画ベスト1000」で第8位に選ばれた。
2017年6月、ニューヨークタイムズ紙が発表した「21世紀最高の映画25本」で、第2位に選ばれた。
2017年6月、英エンパイア誌主催の投票「史上最高の映画100本」において、第80位にランクインした。
2018年8月、ワシントンポスト紙が発表した「2000年代のベスト映画23本」に選出された。
2018年10月、英BBCが企画・集計した「史上最高の非英語映画100選」において、第37位に選ばれた。
2019年6月、中国の映画情報サイト「時光網」が発表した、「日本アニメ映画のトップ100」で、第1位に選ばれた。
2019年9月、英インディペンデント紙（デジタル版）が選ぶ「死ぬ前に観るべき42本の映画」に選出された。
2020年1月、英エンパイア誌が発表した「今世紀最高の映画100選」にて、日本映画で唯一選出された（15位）。
2022年10月、英エンパイア誌が発表した「史上最高の映画100本」で、第49位に選ばれた。
2022年12月、英国映画協会が発表した「史上最高の映画100選」で、第75位に選ばれた。
2025年6月、ニューヨークタイムズ紙が発表した「21世紀最高の映画100本」で、監督、俳優など映画関係者による投票で第9位、一般読者投票で第8位に選ばれた。

#### 賞歴・ノミネート歴
| 発表年 | 賞                                                                | 部門                                          | 対象                 | 結果                                          |
| ------ | ----------------------------------------------------------------- | --------------------------------------------- | -------------------- | --------------------------------------------- |
| 2001   | 第6回アニメーション神戸                                           | 作品賞・劇場部門                              | 『千と千尋の神隠し』 | 受賞                                          |
| 2001   | 第44回ブルーリボン賞                                              | 作品賞                                        | 『千と千尋の神隠し』 | 受賞                                          |
| 2001   | 第19回ゴールデングロス賞                                          | 最優秀金賞                                    | 『千と千尋の神隠し』 | 受賞                                          |
| 2001   | 第19回ゴールデングロス賞                                          | マネーメイキング監督賞                        | 宮崎駿               | 受賞                                          |
| 2001   | 第19回ゴールデングロス賞                                          | 特別賞・全興連特別大賞                        | 宮崎駿               | 受賞                                          |
| 2001   | 第56回毎日映画コンクール                                          | 日本映画大賞                                  | 『千と千尋の神隠し』 | 受賞                                          |
| 2001   | 第56回毎日映画コンクール                                          | アニメーション映画賞                          | 『千と千尋の神隠し』 | 受賞                                          |
| 2001   | 第56回毎日映画コンクール                                          | 監督賞                                        | 宮崎駿               | 受賞                                          |
| 2001   | 第56回毎日映画コンクール                                          | 音楽賞                                        | 久石譲、木村弓       | 受賞                                          |
| 2001   | 第26回報知映画賞                                                  | 監督賞                                        | 宮崎駿               | 受賞                                          |
| 2001   | 第14回日刊スポーツ映画大賞・石原裕次郎賞                          | 作品賞                                        | 『千と千尋の神隠し』 | 受賞                                          |
| 2002   | 第75回キネマ旬報ベスト・テン                                      | 読者選出日本映画監督賞                        | 『千と千尋の神隠し』 | 受賞                                          |
| 2002   | 第75回キネマ旬報ベスト・テン                                      | 日本映画ベスト・テン                          | 『千と千尋の神隠し』 | 3位                                           |
| 2002   | 第75回キネマ旬報ベスト・テン                                      | 読者選出日本映画ベスト・テン                  | 『千と千尋の神隠し』 | 1位                                           |
| 2002   | 第5回文化庁メディア芸術祭 （アニメーション部門）                  | 大賞                                          | 『千と千尋の神隠し』 | 受賞 （千年女優と同時）                       |
| 2002   | 第5回文化庁メディア芸術祭 （アニメーション部門）                  | 特別賞                                        | 宮崎駿               | 受賞                                          |
| 2002   | 第26回エランドール賞                                              | 作品賞 映画部門（児井・田中賞）               | 『千と千尋の神隠し』 | 受賞                                          |
| 2002   | 第26回エランドール賞                                              | プロデューサー賞（児井・田中賞）              | 鈴木敏夫             | 受賞 （石原隆・菅康弘と同時）                 |
| 2002   | 新世紀東京国際アニメフェア21 （コンペティション・アカデミー部門） | グランプリ                                    | 『千と千尋の神隠し』 | 受賞                                          |
| 2002   | （同・劇場映画部門）                                              | 優秀作品賞                                    | 『千と千尋の神隠し』 | 受賞 （『アリーテ姫』・『METROPOLIS』と同時） |
| 2002   | （同・劇場映画部門）                                              | 脚本賞                                        | 宮崎駿               | 受賞                                          |
| 2002   | （同・劇場映画部門）                                              | 監督賞                                        | 宮崎駿               | 受賞                                          |
| 2002   | （同・劇場映画部門）                                              | ベストキャラクター賞 （キャラクターデザイン） | 宮崎駿               | 受賞                                          |
| 2002   | （同・劇場映画部門）                                              | ベストキャラクター賞 （声優）                 | 柊瑠美（千尋役）     | 受賞                                          |
| 2002   | （同・劇場映画部門）                                              | 美術賞                                        | 武重洋二             | 受賞                                          |
| 2002   | （同・劇場映画部門）                                              | 音楽賞                                        | 久石譲               | 受賞                                          |
| 2002   | 第39回ゴールデン・アロー賞                                        | 特別賞                                        | 宮崎駿               | 受賞                                          |
| 2002   | 第25回日本アカデミー賞                                            | 最優秀作品賞                                  | 『千と千尋の神隠し』 | 受賞                                          |
| 2002   | 第25回日本アカデミー賞                                            | 会長功労賞                                    | 宮崎駿               | 受賞                                          |
| 2002   | 第25回日本アカデミー賞                                            | 協会特別賞                                    | 木村弓（主題歌）     | 受賞                                          |

| 発表年 | 賞                                       | 部門                                   | 対象                 | 結果                                  |
| ------ | ---------------------------------------- | -------------------------------------- | -------------------- | ------------------------------------- |
| 2002   | 第52回ベルリン国際映画祭                 | 金熊賞                                 | 『千と千尋の神隠し』 | 受賞 （『ブラディ・サンデー』と同時） |
| 2002   | シネキッド映画祭                         | シネキッド作品賞                       | 『千と千尋の神隠し』 | 受賞 （The Little Bird Boy と同時）   |
| 2002   | 第21回香港電影金像奨                     | 最優秀アジア映画賞                     | 『千と千尋の神隠し』 | 受賞                                  |
| 2002   | ナショナル・ボード・オブ・レビュー       | アニメ部門賞                           | 『千と千尋の神隠し』 | 受賞                                  |
| 2002   | 第68回ニューヨーク映画批評家協会賞       | アニメ映画賞                           | 『千と千尋の神隠し』 | 受賞                                  |
| 2002   | 第28回ロサンゼルス映画批評家協会賞       | アニメ映画賞                           | 『千と千尋の神隠し』 | 受賞                                  |
| 2002   | ダーバン国際映画祭                       | 最優秀映画賞                           | 『千と千尋の神隠し』 | 受賞                                  |
| 2002   | 全州国際映画祭                           | 観客賞                                 | 『千と千尋の神隠し』 | 受賞                                  |
| 2002   | ニューヨーク映画批評家オンライン賞       | アニメ映画賞                           | 『千と千尋の神隠し』 | 受賞                                  |
| 2002   | サンフランシスコ国際映画祭               | 「観客賞部門」：最優秀長編映画作品賞   | 『千と千尋の神隠し』 | 受賞                                  |
| 2002   | ユタ映画批評家協会賞                     | 最優秀作品賞・監督賞・脚本賞           | 『千と千尋の神隠し』 | 受賞                                  |
| 2003   | 第6回オンライン映画批評家協会賞          | アニメ映画賞                           | 『千と千尋の神隠し』 | 受賞                                  |
| 2003   | アムステルダム・ファンタスティック映画祭 | 観客賞                                 | 『千と千尋の神隠し』 | 受賞                                  |
| 2003   | 第29回サターン賞                         | アニメ映画賞                           | 『千と千尋の神隠し』 | 受賞                                  |
| 2003   | 第8回クリティクス・チョイス・アワード    | 長編アニメ映画賞                       | 『千と千尋の神隠し』 | 受賞                                  |
| 2003   | フロリダ映画批評家協会賞                 | アニメーション映画賞                   | 『千と千尋の神隠し』 | 受賞                                  |
| 2003   | ダラス・フォートワース映画批評家協会賞   | アニメ映画賞                           | 『千と千尋の神隠し』 | 受賞                                  |
| 2003   | オーストラリア映画批評家サークル賞       | 外国語映画賞                           | 『千と千尋の神隠し』 | 受賞                                  |
| 2003   | ゴールドダービー賞                       | 長編アニメ映画賞                       | 『千と千尋の神隠し』 | 受賞                                  |
| 2003   | ゴールデン・トレーラー賞                 | ベスト・アニメーション/ファミリー賞    | 『千と千尋の神隠し』 | 受賞                                  |
| 2003   | 国際オンライン映画賞                     | 長編アニメ映画賞                       | 『千と千尋の神隠し』 | 受賞                                  |
| 2003   | フェニックス映画批評家協会賞             | アニメ映画賞                           | 『千と千尋の神隠し』 | 受賞                                  |
| 2003   | サテライト賞                             | アニメーション・ミックスメディア映画賞 | 『千と千尋の神隠し』 | 受賞                                  |
| 2003   | 第30回アニー賞                           | 作品賞                                 | 『千と千尋の神隠し』 | 受賞                                  |
| 2003   | 第30回アニー賞                           | 監督賞                                 | 宮崎駿               | 受賞                                  |
| 2003   | 第30回アニー賞                           | 脚本賞                                 | 宮崎駿               | 受賞                                  |
| 2003   | 第30回アニー賞                           | 音楽賞                                 | 久石譲               | 受賞                                  |
| 2003   | 第75回アカデミー賞                       | 長編アニメ映画賞                       | 『千と千尋の神隠し』 | 受賞                                  |
| 2003   | クリストファー賞                         | クリストファー賞                       | 『千と千尋の神隠し』 | 受賞                                  |
| 2004   | 第57回英国アカデミー賞                   | 非英語作品賞                           | 『千と千尋の神隠し』 | ノミネート                            |

### 売上記録
| 内容                                                     | 記録                                 | 補足                                                           |
| -------------------------------------------------------- | ------------------------------------ | -------------------------------------------------------------- |
| 興行収入                                                 | 316.8億円                            | 再上映含めた2020年12月現在の正式な記録                         |
| 動員                                                     | 2380万人                             | 2016年の再上映後の累計観客動員数(2020年の再上映分は含まれない) |
| 前売り券販売                                             | 100万枚                              | うちローソン販売分が32万枚                                     |
| 『イメージアルバム』                                     | 5万枚出荷（2001年発売のCD）          |                                                                |
| 『サウンドトラック』                                     | 35万枚出荷（2001年発売のCD）         |                                                                |
| 主題歌『いつも何度でも／いのちの名前』                   | 51万枚出荷（2001年発売のシングルCD） |                                                                |
| VHS（ブエナビスタ版）                                    | 250万本出荷                          | 2005年3月現在                                                  |
| DVD（ブエナビスタ版、2枚組・特典付）                     | 300万枚出荷                          | 2005年3月現在                                                  |
| DVDコレクターズ・エディション （ブエナビスタ版、特典付） | 1万セット限定                        | 2005年3月現在                                                  |

## テレビ放送
| 回数 | 放送日時 (JST)       | 放送日時 (JST) | 視聴率 | 備考      |
| ---- | -------------------- | -------------- | ------ | --------- |
| 1    | 2003年01月24日（金） | 20:30 - 23:09  | 46.9%  | [ 注 48 ] |
| 2    | 2004年12月10日（金） | 20:00 - 22:54  | 26.1%  |           |
| 3    | 2007年02月02日（金） | 21:03 - 23:34  | 18.6%  |           |
| 4    | 2009年06月05日（金） | 21:00 - 23:34  | 21.4%  |           |
| 5    | 2011年01月07日（金） | 21:00 - 23:34  | 16.5%  |           |
| 6    | 2012年07月06日（金） | 21:00 - 23:34  | 19.2%  |           |
| 7    | 2014年11月21日（金） | 19:56 - 22:54  | 19.6%  | [ 注 49 ] |
| 8    | 2017年01月20日（金） | 21:00 - 23:34  | 18.5%  |           |
| 9    | 2019年08月16日（金） | 19:56 - 22:54  | 17.9%  |           |
| 10   | 2022年01月07日（金） | 21:00 - 23:34  | 16.3%  |           |
| 11   | 2024年01月05日（金） | 21:00 - 23:34  | 12.9%  |           |

全て、日本テレビ系『金曜ロードショー』での放送。
1回目の放送はこの年の紅白歌合戦の視聴率（45.9%）を1.0ポイント上回り、2003年の年間視聴率1位を記録し（日本テレビの年間視聴率1位は史上初）、これは2020年現在、民放がスポーツ中継以外で年間視聴率1位を記録した唯一の事例でもある。

## 舞台版

### 概要
演出は、ミュージカル『レ・ミゼラブル』などを手掛けたジョン・ケアードが務める。2017年に舞台企画の構想が持ち上がり、開幕まで5年の歳月を経て、2022年に東宝創立90周年記念作品として帝国劇場（東京）にて世界初演で舞台化された。2022年の初演では、2月・3月：帝国劇場（東京）、4月：梅田芸術劇場（大阪）、5月：博多座（福岡）、6月：札幌文化芸術劇場（札幌）、6月・7月：御園座（名古屋）にて上演。2023年公演では、2023年8月：御園座（名古屋）、2024年3月：帝国劇場（東京）にて上演、2024年公演では、3月：帝国劇場（東京）、4月：御園座（名古屋）、4月・5月：博多座（福岡）、5月・6月：梅田芸術劇場（大阪）、6月：札幌文化芸術劇場（北海道）の国内ツアーと並行して、4月から8月まで初の海外上演としてロンドン・コロシアム（イギリス）にて上演された。ロンドンでの公演は、日本人キャストによる日本語での海外上演としては演劇史上最大規模であり、約30万人を動員した。2025年公演では、7月・8月：上海文化広場（中国）にて上演予定。日本人キャストによる日本語での中国上演としては史上最大規模となる。
舞台では、油屋に見立てた大型舞台機構を360度回転させながら展開される。軒先、階段、障子と盆（回り舞台）が動く度に見え方が異なるため、移動式の回廊や壁面、天井から上下する屋根などを組み合わせ、湯屋の玄関、釜爺のいるボイラー室、湯婆婆の部屋など映画の世界観を彷彿させる空間を表現している。セットデザインは英国で活躍するジョン・ボウサーが手掛ける。プロジェクションマッピングなどのテクノロジーは用いず、パペットなど全て人力で表現している。
2022年
3月13日放送の『情熱大陸 Vol.1194 橋本環奈』（NHK）において、舞台稽古の様子などが放送された。
東京を含む全ての公演のチケットが2022年3月の時点で既に完売していることを受けて、東宝は同年7月3日と4日に御園座にて行われる大千秋楽公演を動画配信サービスのHuluにて有料配信することを同年3月29日に発表したが、一部の出演者において、新型コロナウイルスの感染が相次ぎ、7月3日の上演内容に変更が発生したことを受けて、7月3日の配信分は帝国劇場公演分の収録映像に変更、4日の配信分は予定通り御園座の大千秋楽公演をライブ配信することを同月1日に発表した。
12月29日、稽古の様子を撮影した『もうひとつの千と千尋の神隠し〜舞台化、200日の記録〜』がNHKで放送される。配信映像は、全米の映画館においても上映された。
2023年
4月28日、再演を発表。千尋役に橋本と上白石が続投する。
7月29日、初演の模様を収めた映像作品を発売。
8月2日、海外公演を行うことを発表した。2024年4月から約3か月間、イギリス・ロンドン・コロシアムにて行い、主演の千尋役に橋本と上白石のダブルキャストが続投する。
8月20日12:00公演（千尋役：橋本）、8月26日17:00公演（千尋役：上白石）がHuluストアにて独占ライブ配信された。
米国ではGKIDSが舞台映像の配給権を所有し、帝国劇場でのダブルキャスト両公演の録画を2023年春に公開した。
2024年
2024年公演では、橋本と上白石に加え、オーディションで選ばれた川栄李奈、福地桃子の4人で千尋役を務める。
2024年全国ツアーの最終日となる6月20日公演の13:00公演（千尋役：川栄）と18:00公演（千尋役：福地）が、Huluで独占ライブ配信された。
8月17日、Huluにて稽古の様子を撮影したドキュメンタリー映像「舞台『千と千尋の神隠し』ロンドンへ飛ぶ」がHuluにて公開された。
8月24日、ロンドン・コロシアム大千穐楽公演（千尋役：上白石）と2024年帝国劇場収録公演（千尋役：橋本）を、Huluにてライブ配信。2024年8月25日より、6月20日に北海道・札幌文化芸術劇場 hitaruにて行われた13:00公演（千尋役 川栄）、18:00公演（千尋役 福地）を、Huluにて再配信。
9月20日放送のドキュメンタリー『プロフェッショナル 仕事の流儀 私の肩書き 〜夏木マリ〜』（NHK）において、舞台稽古の様子などが放送された。
2025年
1月20日、7月14日～8月3日に中国・上海文化広場にて日本人キャスト、日本語による公演が行われることが発表された。
2月9日、英国ホワッツ・オン・ステージ賞最優秀新作演劇賞受賞（5部門ノミネート中1部門受賞）

### 受賞
- 『第47回菊田一夫演劇賞』菊田一夫演劇大賞[427][428]
- 読売演劇大賞最優秀女優賞（上白石萌音）-千尋役（『千と千尋の神隠し』『 ダディ・ロング・レッグズ 〜足ながおじさんより〜』）[429]
- 菊田一夫演劇賞（三浦宏規）-ハク役（『千と千尋の神隠し』『のだめカンタービレ』『赤と黒』）[430]
- WhatsOnStage awards 受賞[431]
  - Best New Play

### ノミネート
- WhatsOnStage awards
  - Best Set Design（Jon Bausor、Toby Olie）
  - Best Costume Design（宮内宏明）
  - Best Wigs, Hair & Make Up（中原幸子）
  - Best Supporting Performer（増子敦貴）-ハク役
- olivierawards
  - BEST SET DESIGN（ジョン･ボウサー、トビー･オリエ、デイジー･ビーティー、栗山聡之）
  - BEST COSTUME DESIGN（中原幸子）
  - BEST SOUND DESIGN（山本浩一）
  - BEST NEW ENTERTAINMENT（エンターテインメント部門）

### キャスト
| 千尋     | 橋本環奈 / 上白石萌音 （Wキャスト） |
| ハク     | 醍醐虎汰朗 / 三浦宏規               |
| カオナシ | 菅原小春 / 辻本知彦                 |
| リン     | 咲妃みゆ / 妃海風                   |
| 千尋の母 | 咲妃みゆ / 妃海風                   |
| 釜爺     | 田口トモロヲ / 橋本さとし           |
| 湯婆婆   | 夏木マリ / 朴璐美                   |
| 銭婆     | 夏木マリ / 朴璐美                   |
| 兄役     | 大澄賢也                            |
| 千尋の父 | 大澄賢也                            |
| 父役     | 吉村直                              |
| 青蛙     | おばたのお兄さん                    |
|          | 阿部真理亜                          |
|          | 新井海人                            |
|          | 五十嵐結也                          |
|          | 桜雪陽子                            |
|          | 大重わたる                          |
|          | 折井理子                            |
|          | 可知寛子                            |
|          | 香月彩里                            |
|          | 城俊彦                              |
|          | 末冨真由                            |
|          | 田川景一                            |
|          | 竹廣隼人                            |
|          | 知念紗耶                            |
|          | 手代木花野                          |
|          | 中上綾女                            |
|          | 花島令                              |
|          | 松之木天辺                          |
|          | 水野栄治                            |
|          | 武者真由                            |
|          | 保野優奈                            |
|          | 八尋雪綺                            |
|          | YAMATO                              |
|          | 山野光                              |

| 千尋     | 橋本環奈 / 上白石萌音                             |
| ハク     | 醍醐虎汰朗 / 三浦宏規                             |
| カオナシ | 森山開次 / 小㞍健太 / 山野光 （トリプルキャスト） |
| リン     | 実咲凛音                                          |
| 千尋の母 | 実咲凛音                                          |
| 釜爺     | 田口トモロヲ                                      |
| 湯婆婆   | 夏木マリ / 朴璐美                                 |
| 銭婆     | 夏木マリ / 朴璐美                                 |
| 兄役     | 堀部圭亮                                          |
| 千尋の父 | 堀部圭亮                                          |
| 父役     | 伊藤俊彦                                          |
| 青蛙     | おばたのお兄さん                                  |
|          | 阿部真理亜                                        |
|          | 新井海人                                          |
|          | 新井美羽                                          |
|          | 五十嵐結也                                        |
|          | 桜雪陽子                                          |
|          | 大重わたる                                        |
|          | 折井理子                                          |
|          | 澤村亮                                            |
|          | 末冨真由                                          |
|          | 髙橋莉瑚                                          |
|          | 竹廣隼人                                          |
|          | 知念紗耶                                          |
|          | 手代木花野                                        |
|          | 中上綾女                                          |
|          | 西宮ゆうき                                        |
|          | 花島令                                            |
|          | 藤岡義樹                                          |
|          | 萬谷法英                                          |
|          | 水野栄治                                          |
|          | Miffy                                             |
|          | 武者真由                                          |
|          | 森田茉希                                          |
|          | 保野優奈                                          |

| 千尋     | 橋本環奈 / 上白石萌音 / 川栄李奈 / 福地桃子 （クワトロキャスト） |
| ハク     | 醍醐虎汰朗 / 三浦宏規 / 増子敦貴                                 |
| カオナシ | 森山開次 / 小㞍健太 / 山野光 / 中川賢                            |
| リン     | 妃海風 / 実咲凜音 / 華優希                                       |
| 千尋の母 | 妃海風 / 実咲凜音 / 華優希                                       |
| 釜爺     | 田口トモロヲ / 橋本さとし / 宮崎吐夢                             |
| 湯婆婆   | 夏木マリ / 朴璐美 / 羽野晶紀 / 春風ひとみ                        |
| 銭婆     | 夏木マリ / 朴璐美 / 羽野晶紀 / 春風ひとみ                        |
| 兄役     | 大澄賢也 / 堀部圭亮                                              |
| 千尋の父 | 大澄賢也 / 堀部圭亮                                              |
| 父役     | 吉村直 / 伊藤俊彦                                                |
| 青蛙     | おばたのお兄さん / 元木聖也                                      |
| 頭       | 五十嵐結也 / 奥山ばらば                                          |
| 坊       | 武者真由 / 坂口杏奈                                              |

| 千尋     | 橋本環奈 / 福地桃子   |
| ハク     | 醍醐虎汰朗 / 増子敦貴 |
| カオナシ | 山野光 / 澤村亮       |
| リン     | 妃海風                |
| 千尋の母 | 妃海風                |
| 釜爺     | 宮崎吐夢              |
| 湯婆婆   | 春風ひとみ / 樹里咲穂 |
| 銭婆     | 春風ひとみ / 樹里咲穂 |
| 兄役     | 堀部圭亮              |
| 千尋の父 | 堀部圭亮              |
| 父役     | 吉村直                |
| 青蛙     | 元木聖也              |
| 頭       | 五十嵐結也 / 飯田一徳 |
| 坊       | 庄司ゆらの            |

### スタッフ
原作
宮崎駿
翻案・演出
ジョン・ケアード
今井麻緒子（共同翻案）
オリジナルスコア
久石譲
音楽スーパーヴァイザー・編曲
ブラッド・ハーク
オーケストレーション
ブラッド・ハーク、コナー・キーラン

## 関連商品

### 作品本編に関するもの
映像ソフト
- 千と千尋の神隠し VHS - ブエナ・ビスタ・ホーム・エンターテイメント（2002年7月19日）
- 千と千尋の神隠し DVD - ブエナ・ビスタ・ホーム・エンターテイメント（2002年7月19日）
  - DVD（宮崎駿監督作品集） - ウォルト・ディズニー・スタジオ・ジャパン（2014年7月2日）

- 千と千尋の神隠し Blu-ray Disc - ウォルト・ディズニー・スタジオ・ジャパン（2014年7月16日）
  - Blu-ray Disc（宮崎駿監督作品集） - ウォルト・ディズニー・スタジオ・ジャパン（2014年7月2日）

出版
- 千尋と不思議の町 千と千尋の神隠し〈徹底攻略ガイド〉（角川書店、2001年7月20日）ISBN 4-04-853383-5
- キネ旬ムック『千と千尋の神隠し』を読む40の目（キネマ旬報社、2001年8月15日）ISBN 4-87376-574-9
- ユリイカ 詩と批評 2001年8月臨時増刊 総特集 宮崎駿「千と千尋の神隠し」の世界 ファンタジーの力（青土社、2001年8月1日）ISBN 4-7917-0078-3
- 千と千尋の神隠し（徳間アニメ絵本）（2001年9月1日）ISBN 4-19-861406-7
- 千と千尋の神隠し―フィルムコミック（1）（2001年9月1日）ISBN 4-19-770082-2
- 千と千尋の神隠し―フィルムコミック（2）（2001年9月10日）ISBN 4-19-770083-0
- 千と千尋の神隠し―フィルムコミック（3）（2001年9月30日）ISBN 4-19-770084-9
- 千と千尋の神隠し―フィルムコミック（4）（2001年9月30日）ISBN 4-19-770085-7
- 千と千尋の神隠し―フィルムコミック（5）（2001年9月30日）ISBN 4-19-770086-5。※以上は徳間書店
- THE ART OF Spirited Away―千と千尋の神隠し（スタジオジブリ、2001年9月10日）ISBN 4-19-810006-3
- 千と千尋の神隠し（徳間書店ロマンアルバム、2001年8月1日）ISBN 4-19-720169-9
- 千と千尋の神隠し（ジス・イズ・アニメーション：小学館、2001年9月20日）ISBN 4-09-101558-1
- 千と千尋の神隠し（スタジオジブリ絵コンテ全集13）（徳間書店、2001年10月31日）ISBN 4-19-861439-3
- 「千と千尋の神隠し」の謎（三笠書房、2002年1月20日）ISBN 4-8379-6122-3
- アニメーションを展示する―三鷹の森ジブリ美術館企画展示「千と千尋の神隠し」（ジブリTHE ARTシリーズ／徳間書店スタジオジブリ事業本部、2002年9月1日）ISBN 4-19-810007-1
- 「千と千尋の神隠し」のことばと謎（佐々木隆／国書刊行会、2003年3月3日）ISBN 4-336-04519-4
- 千と千尋の神話学（西条勉／新典社、2009年6月23日）ISBN 978-4-7879-6138-9
- 「千と千尋」のスピリチュアルな世界（正木晃／春秋社、2009年7月27日）ISBN 978-4-393-20320-0
- アニメに学ぶ心理学 『千と千尋の神隠し』を読む（愛甲修子、2015年10月、増訂版2020年7月）ISBN 978-4-86565-185-0
- 千と千尋の神隠し ジブリの教科書〈12〉 文藝春秋〈文春ジブリ文庫〉、スタジオジブリ編（2016年3月）ISBN 978-4-16-812011-4
- 千と千尋の神隠し シネマ・コミック〈12〉 文藝春秋〈文春ジブリ文庫〉、スタジオジブリ編（2019年2月）ISBN 978-4-16-812110-4

音楽
- 千と千尋の神隠し イメージアルバム 徳間ジャパンコミュニケーションズ（2001年4月4日）TKCA-72100
- 千と千尋の神隠し サウンドトラック 徳間ジャパンコミュニケーションズ（2001年7月18日）TKCA-72165
- スタジオジブリ 宮崎駿&久石譲 サントラBOX [Box set, Limited Edition]（CD）徳間ジャパンコミュニケーションズ（2014年7月16日）

### 派生作品
2024年にビリー・アイリッシュが発表した楽曲「チヒロ」は、本作から影響を受けた。